# Малевич, Казимир Северинович
Казими́р Севери́нович Мале́вич (пол. Kazimierz Malewicz; 11 [23] февраля 1879, Киев — 15 мая 1935, Ленинград) — русский и советский художник-авангардист польского происхождения, педагог, теоретик искусства, философ. Основоположник супрематизма — одного из крупнейших направлений абстракционизма.

## Биография

### Происхождение

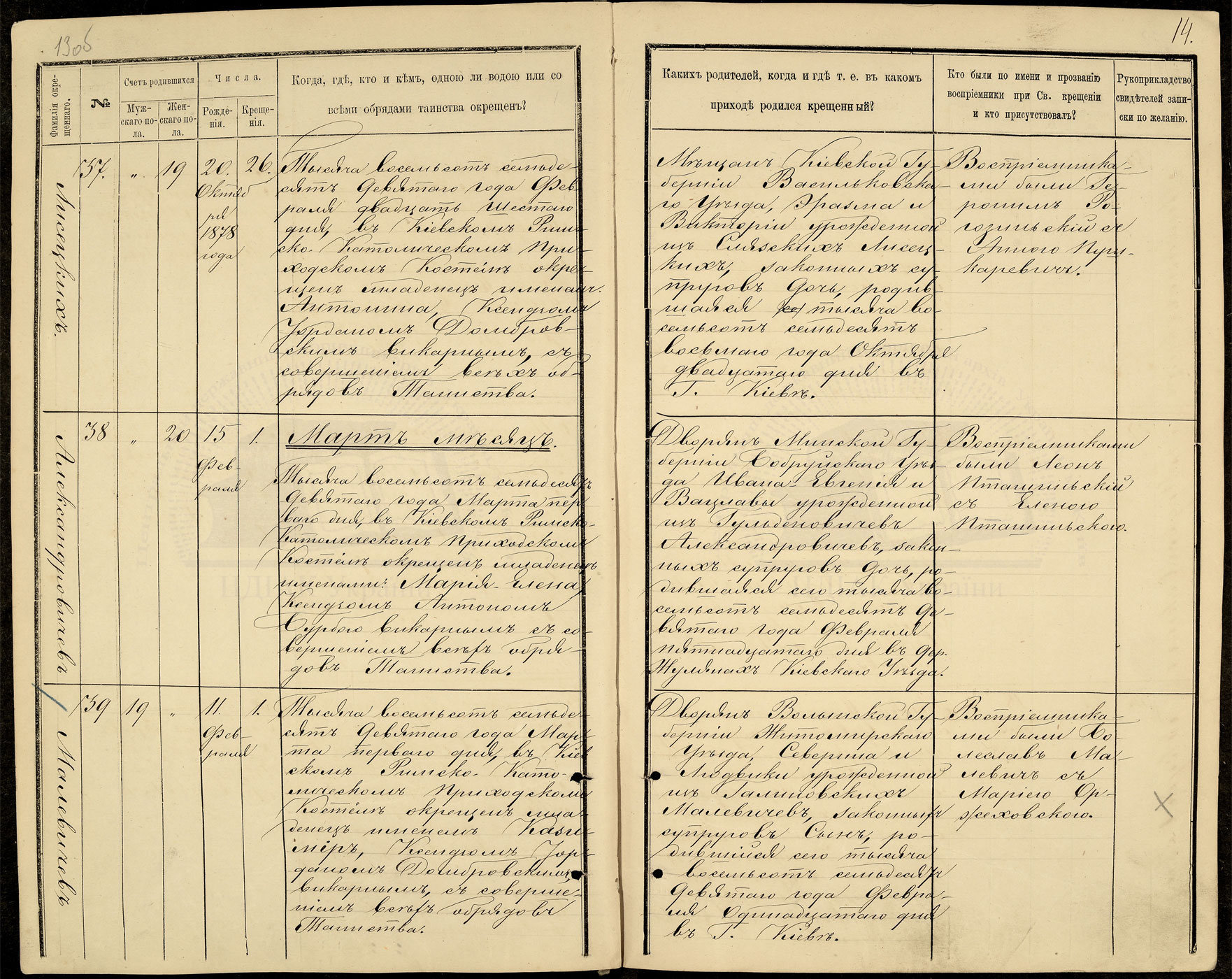
Запись о рождении и крещении Казимира Малевичева (так в документе) в метрической книге римско-католического костёла св. Александра в Киеве

В соответствии с записью в метрической книге киевского римско-католического костёла св. Александра, Казимир Малевич родился 11 (23) февраля, а крещён 1 [13] марта 1879 года в городе Киев. Ранее считалось, что годом его рождения является 1878.
Его отец, Северин Антонович Малевич (1844—1902), шляхтич Волынской губернии Житомирского уезда, родом из местечка Турбова Подольской губернии, служил управляющим на сахароваренных заводах известного промышленника Николая Терещенко. Мать, Людвига Александровна (1858—1942), в девичестве Галиновская (дочь Александра и Юлии, урождённой Федорович, Галиновских), была домохозяйкой. Венчались они в Киеве 26 февраля (10 марта) 1878 года. Казимир стал их первенцем. В семье было ещё четыре сына (Антон, Болеслав, Бронислав, Мечислав) и четыре дочери (Мария, Ванда, Северина, Виктория). Всего у супругов Малевичей родилось четырнадцать детей, но только девять из них дожили до зрелого возраста.

Искусствовед Александра Шатских, многочисленные польские источники указывают на польское происхождение художника.  Семья сохраняла польские традиции, дома говорили по-польски, однако в именах детей ударение делали не на предпоследний слог, как это положено в польском языке, а в русифицированной манере — Мечисла́в, Казими́р. В окружении Малевичей преобладал украинский язык, впоследствии Малевич написал по-украински ряд статей об искусстве. Hекоторые современники Малевича считали его поляком, в то время как сам Казимир в 1920-е годы, в период так называемой коренизации, в некоторых анкетах, в которых была графа «национальность», писал о себе «украинец» и даже пытался склонить к этому своих родственников, что для некоторых из них было настоящим шоком. Тем не менее, в 1927 году, находясь в Берлине после визита в Варшаву и общения с польскими Малевичами, Казимир подаёт документы на французскую визу и указывает национальность «поляк». Визу, в итоге, не дали. В целом украинцем Казимир Малевич называл себя довольно часто, а потому вполне закономерно, что в «Главах из автобиографии художника», написанных незадолго до смерти, он вспоминал о себе и своём лучшем друге курского периода Льве Квачевском (уроженце Минска) словами: 
Мы оба были украинцами.
 Украинское искусствоведение отстаивает принадлежность Малевича украинской культуре и находит в его творчестве важные свидетельства этого. Обнаруживаются также белорусские корни отца художника, в частности к такому выводу на основании личных детских воспоминаний и частично сохранившемуся архиву своего отца приходит внучатый племянник Казимира Игорь Малевич.

### Детство
Детские годы Казимира прошли в украинском селе. До 12 лет в Моевке Ямпольского уезда Подольской губернии, затем в Пархомовке, Волчке, Белополье; далее до 17 лет он преимущественно оставался в Конотопе. В 1895—1896 годах посещал Киевскую рисовальную школу Н. И. Мурашко, учась у Н. К. Пимоненко.
В 1894—1895 годы Малевич жил в Конотопе. По воспоминаниям самого художника (инициированным в 1933 году Николаем Харджиевым) первую картину в технике масляной живописи он написал в 16 лет (по всей вероятности, в 1894 году). На картине под названием «Лунная ночь», размером аршин три четверти, была изображена река с лодкой на берегу и отражающая лучами Луна. Работа понравилась друзьям Малевича. Один из друзей (по-видимому, конотопских) предложил продать картину и, не спросив художника, отнёс её в магазин, где та была достаточно быстро куплена за 5 рублей. Местонахождение картины так и осталось неизвестным.

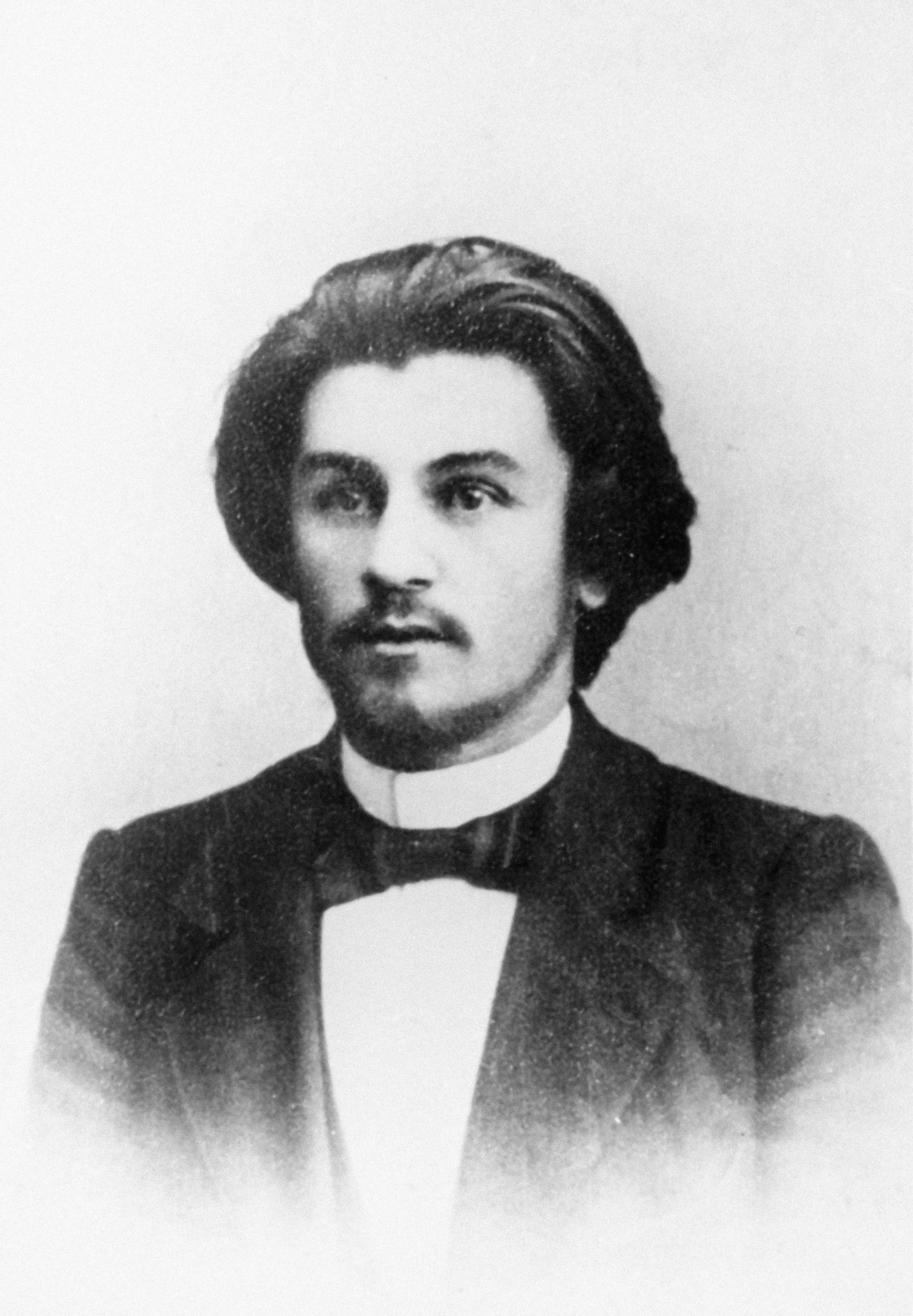
Казимир Малевич около 1900 года

### Жизнь в Курске (1896—1907)
В 1896 году семья Малевичей переехала в Курск. Здесь Казимир работал чертёжником в Управлении Московско-Курской железной дороги, параллельно занимаясь живописью. Вместе с соратниками по духу Малевич сумел организовать в Курске художественный кружок. Малевич вынужден был вести двойную жизнь: с одной стороны — повседневные заботы провинциала, нелюбимая и тоскливая служба чертёжником на железной дороге, а с другой — реализация потенциала творчества.

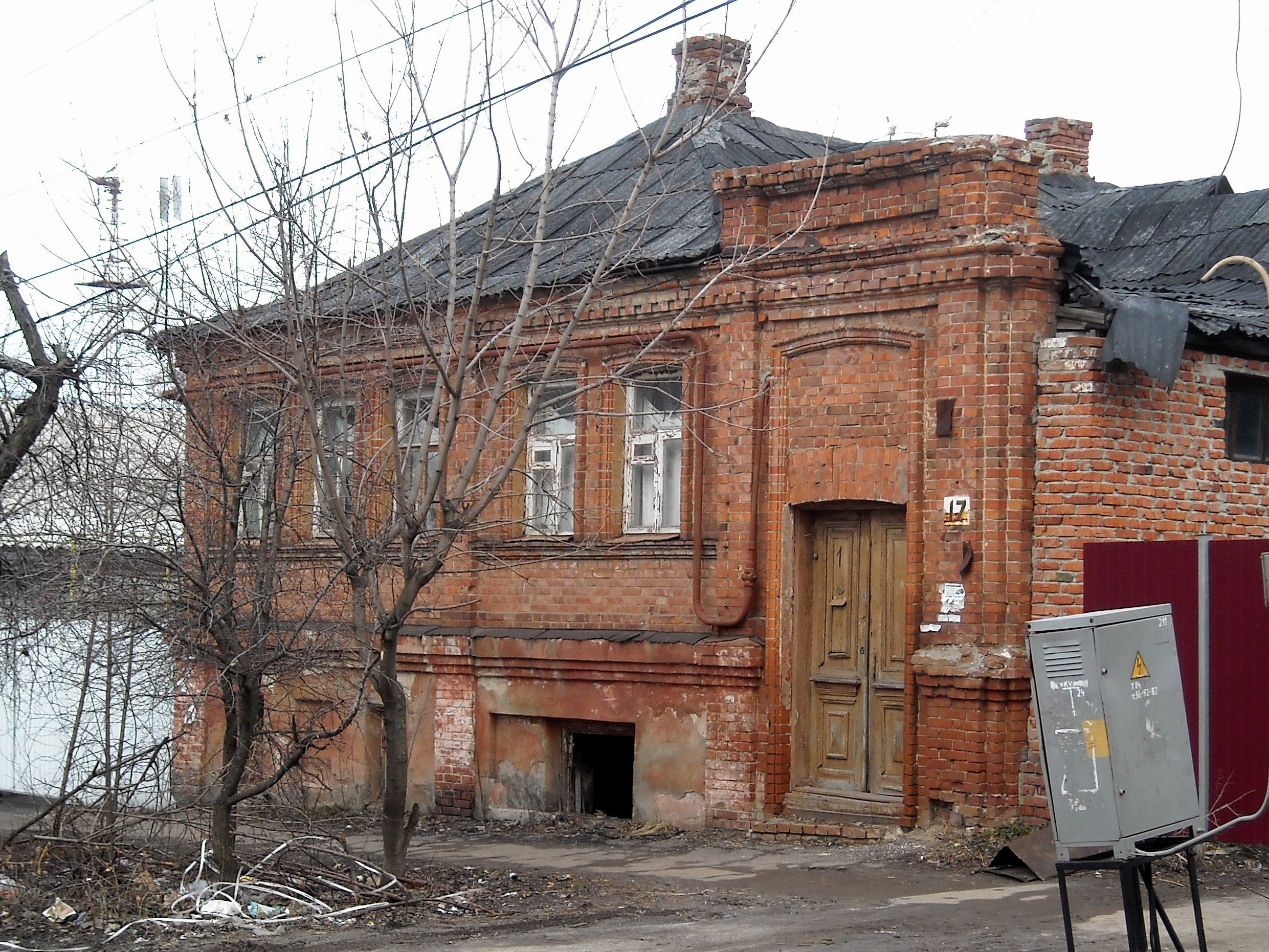
Дом, в котором, как ранее полагали, К. Малевич жил в Курске. Ул. Почтовая, 17

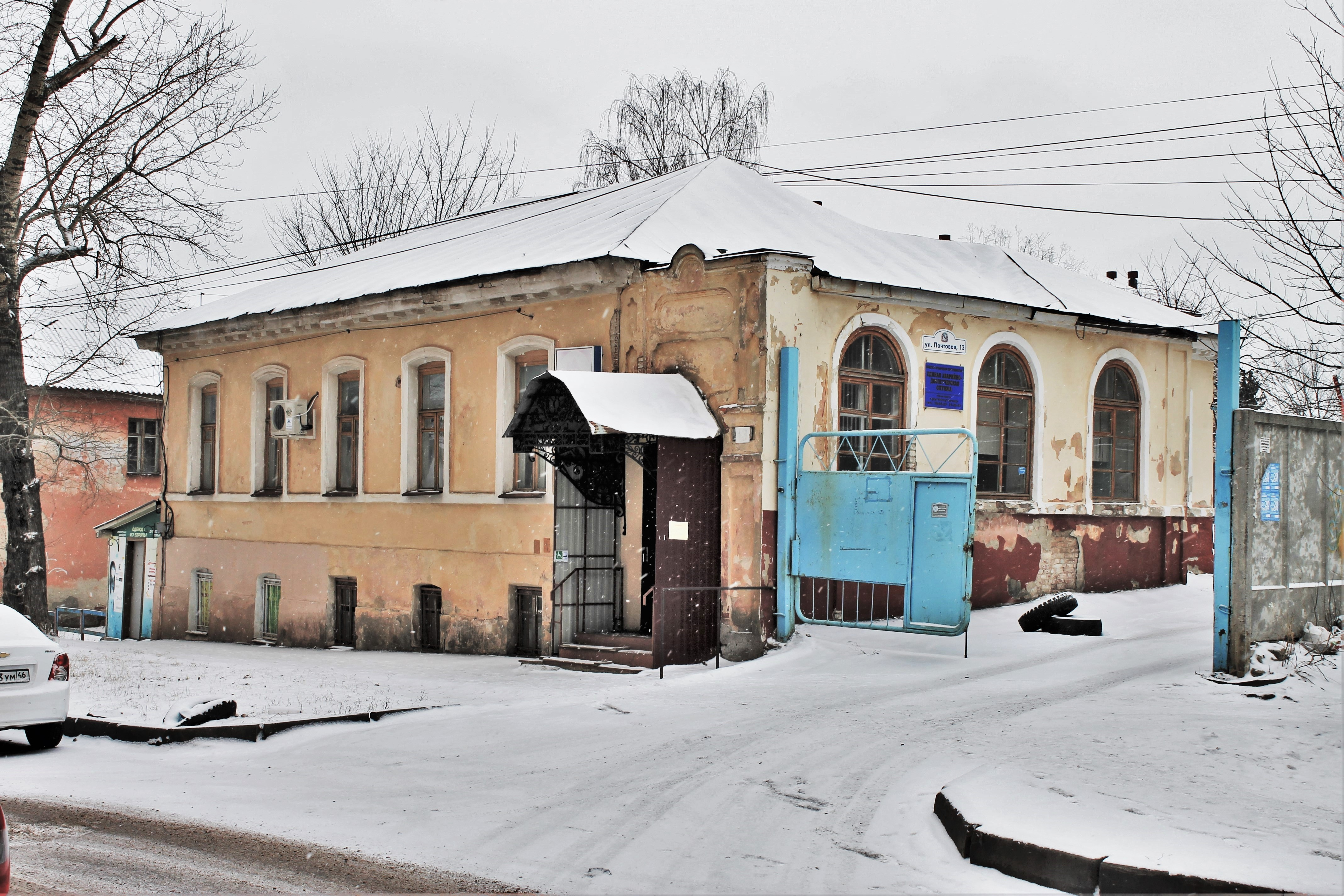
Дом, в котором в действительности К. Малевич жил в Курске. Ул. Почтовая, 13

1898 год сам Малевич в своей «Автобиографии» назвал «началом публичных выставок» (документальных сведений об этом не обнаружено).
В 1899 году женился на Казимире Ивановне Зглейц (1881—1942), дочери курского пекаря мещанина Ивана Войтеховича (ум. 1892) и Анели (ур. Гейне) Зглейц. Венчание имело место 27 января 1902 года в Курске в католическом Храме Успения Богородицы.
В Курске семья Малевичей за 260 рублей в год снимала дом (пять комнат), по адресу ул. Почтовая, 13, принадлежавший Анне Клейн. Здание сохранилось до наших дней.
В 1904 году Малевич решил круто изменить свою жизнь и для этого переехать в Москву, несмотря на то, что супруга была против, так как Малевич оставлял её с детьми в Курске.
5 августа 1905 года Малевич впервые подал прошение о приёме в Московское училище живописи, ваяния и зодчества. Однако в училище его не приняли. Возвращаться в Курск к жене и детям Малевич не захотел. Тогда он поселился в художественной коммуне в Лефортово. Здесь, в большом доме художника Курдюмова, жили около тридцати «коммунаров». Платить за комнату нужно было семь рублей в месяц — по московским меркам это было очень дёшево. Но всё-таки через полгода, весной 1906-го, когда деньги кончились, Малевич был вынужден вернуться в Курск, к семье и к прежней службе в Управлении Московско-Курской железной дороги.
Летом 1906 года он снова подал документы в Московское училище, однако его снова не приняли.
Дом в Курске, в котором, как предполагалось, жил Малевич (ул. Почтовая, 17), обветшал, и мэрия города рассматривала вопрос его сноса. В связи с негативной реакцией общественности была создана экспертная комиссия. Согласно её выводу, архивные материалы доказывают, что в доме № 17 по улице Почтовая, который оказался в центре внимания, Казимир Малевич не жил. Художник снимал жильё в доме потомственной дворянки Анны Клейн, которая проживала в доме № 13 по той же улице. Было принято решение на доме № 13 по улице Почтовая установить памятную доску.

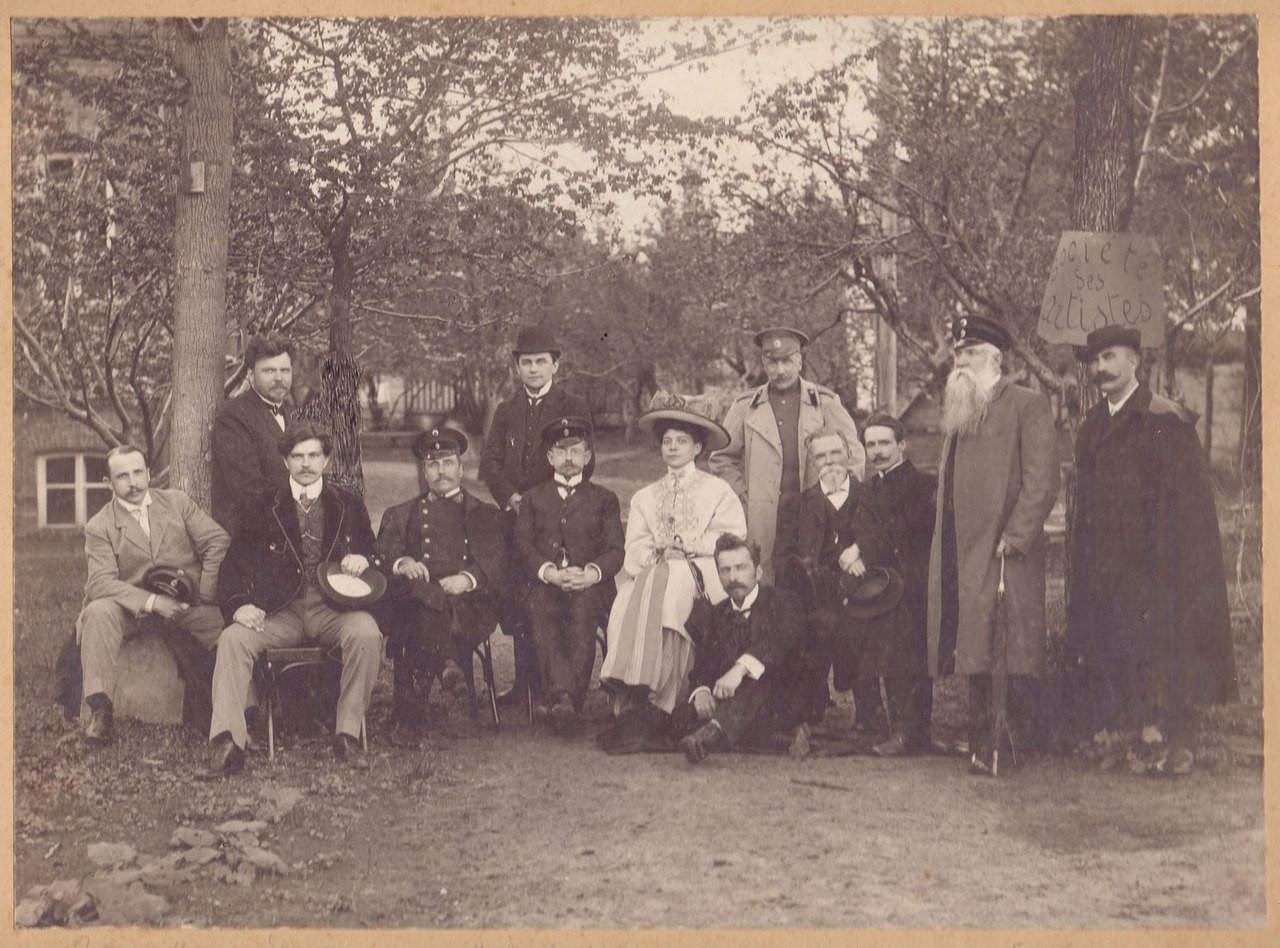
Товарищество художников города Курск. Апрель 1911 г. (впереди, сидят: Шульев, Савуа, кн. Гагарина, Якименко-Забуга, Шуклин, Голиков, Мамьев. На втором плане стоят: Валевихин, Отфиновский, Малевич (в центре, в котелке), Дамберг, Красников)

### Переезд в Москву (1907—1910)
В 1907 году в Москву поехала мать Казимира Малевича Людвига Александровна, найдя там работу заведующей столовой. Через несколько месяцев, сняв квартиру из пяти комнат, она отправила невестке распоряжение переезжать со всей семьёй в Москву. Впоследствии Людвига Александровна арендовала столовую на Тверской улице. Эту столовую в рождественские праздники 1908 года ограбили. Имущество семьи было описано и продано, и Малевичи переехали в меблированные комнаты в Брюсовом переулке, а Людвига Александровна вновь открыла столовую в Напрудном переулке. Три из пяти комнат занимал Казимир Малевич с семьёй (женой и двумя детьми). К тому времени усилились размолвки, и Казимира Зглейц, взяв обоих детей, перебралась в село Мещерское, где стала работать фельдшерицей в психиатрической лечебнице. Уехав оттуда с одним врачом, она оставила детей у сотрудницы больницы.
С 1907 до 1910 года Малевич работал в студии Ф. И. Рерберга в Москве.
В 1907 году принимал участие в XIV выставке Московского товарищества художников. Познакомился с М. Ф. Ларионовым.
Когда Казимир Малевич приехал за детьми, они были у заведующего хозяйством Михаила Фердинандовича Рафаловича. Дочь Рафаловича, Софья Михайловна Рафалович (пол. Zofia Rafałowicz), вскоре стала гражданской женой Казимира Малевича (несколько лет Малевич не мог получить развода с первой женой).
В 1909 году он развёлся с женой и вступил в брак с Софьей Михайловной Рафалович (18? — 1925), отцу которой принадлежал дом в Немчиновке, куда отныне Малевич постоянно приезжал жить и работать.

### 1910—1919

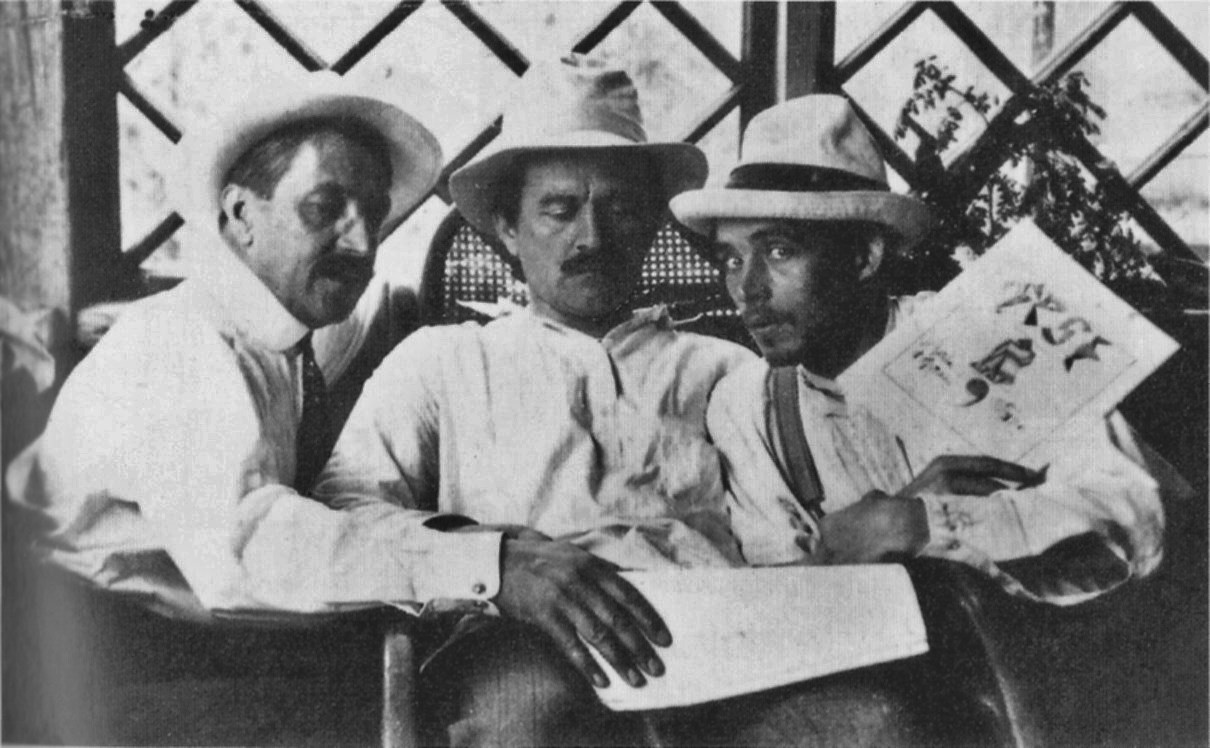
Первый Всероссийский съезд футуристов. Михаил Матюшин, Казимир Малевич, Алексей Кручёных (слева направо) на даче у Матюшина в Уусикиркко 18 июля 1913 года. В руках у Кручёных эскиз обложки сборника «Трое» работы Малевича. Автор фотографии Михаил Матюшин.

В 1910 году принял участие в первой выставке «Бубнового валета».
В феврале 1911 года экспонировал свои работы на первой выставке общества «Московский салон». В апреле — мае участвовал в выставке петербургского «Союза молодёжи».
1912 год. Малевич участвовал в выставках «Союза молодёжи» и «Синего всадника» в Мюнхене. Экспонировал более двадцати неопримитивистских работ на выставке «Ослиный хвост» в Москве (художник входил в группу молодых художников «Ослиный хвост»). Познакомился с М. В. Матюшиным.
В 1913 году Малевич принял участие в «Диспуте о современной живописи» в Петербурге, а также в «Первом в России вечере речетворцев» в Москве. Участвовал в выставке «Мишень». Оформил ряд футуристических изданий. На последней выставке «Союза молодежи» экспонировал, наряду с неопримитивистскими произведениями, картины, названные им самим «заумным реализмом» и «кубо-футуристическим реализмом».
В декабре 1913 года в Петербургском «Луна-парке» состоялись два представления оперы «Победа над Солнцем» (музыка М. Матюшина, текст А. Кручёных, пролог В. Хлебникова, декорации и эскизы костюмов К. Малевича). Согласно воспоминаниям художника, именно во время работы над постановкой оперы к нему как бы пришёл «Чёрный квадрат»: половина задника декорации одной из сцен выглядела как квадрат, закрашенный чёрным. Но образ «черного квадрата», в котором содержится всё, окончательно оформился у него, когда он увидел маленького гимназиста, идущего по протоптанной в неглубоком снегу тропинке: его ранец практически скрывал его самого, и было такое впечатление, что это живой прямоугольник; равенство же его сторон означает, что это — квадрат, и этот квадрат представляет собой всё, что с этим человеком уже произошло, и всё, что с ним станет.

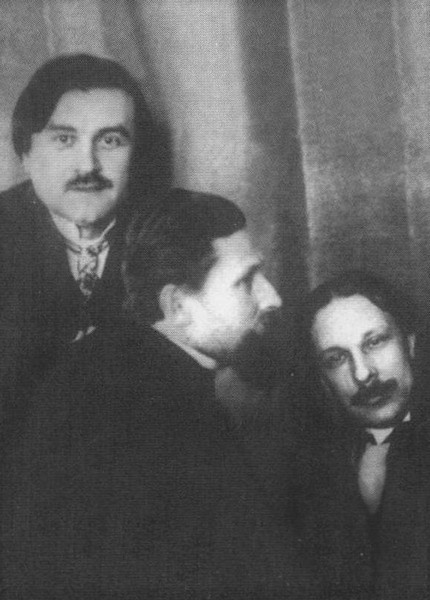
Февралисты («лошкари») Казимир Малевич, Иван Клюн, Алексей Моргунов (слева направо). Москва, 1 марта 1914 года

В 1914 году, вместе с Алексеем Моргуновым, устроил эпатажную акцию на Кузнецком мосту в Москве, разгуливая по улице с деревянными ложками в петлицах. Участвовал в выставках общества «Бубновый валет», Салона независимых в Париже. С начала Первой мировой войны сотрудничал с издательством «Сегодняшний лубок». Иллюстрировал книги А. Кручёных и В. Хлебникова.
В 1915 году участвовал в первой футуристической выставке «Трамвай В» в Петрограде. Работал над первыми супрематическими полотнами. Написал манифест «От кубизма к супрематизму. Новый живописный реализм», изданный Матюшиным. На «Последней футуристической выставке картин „0,10“» экспонировал 39 работ под общим названием «Супрематизм живописи».

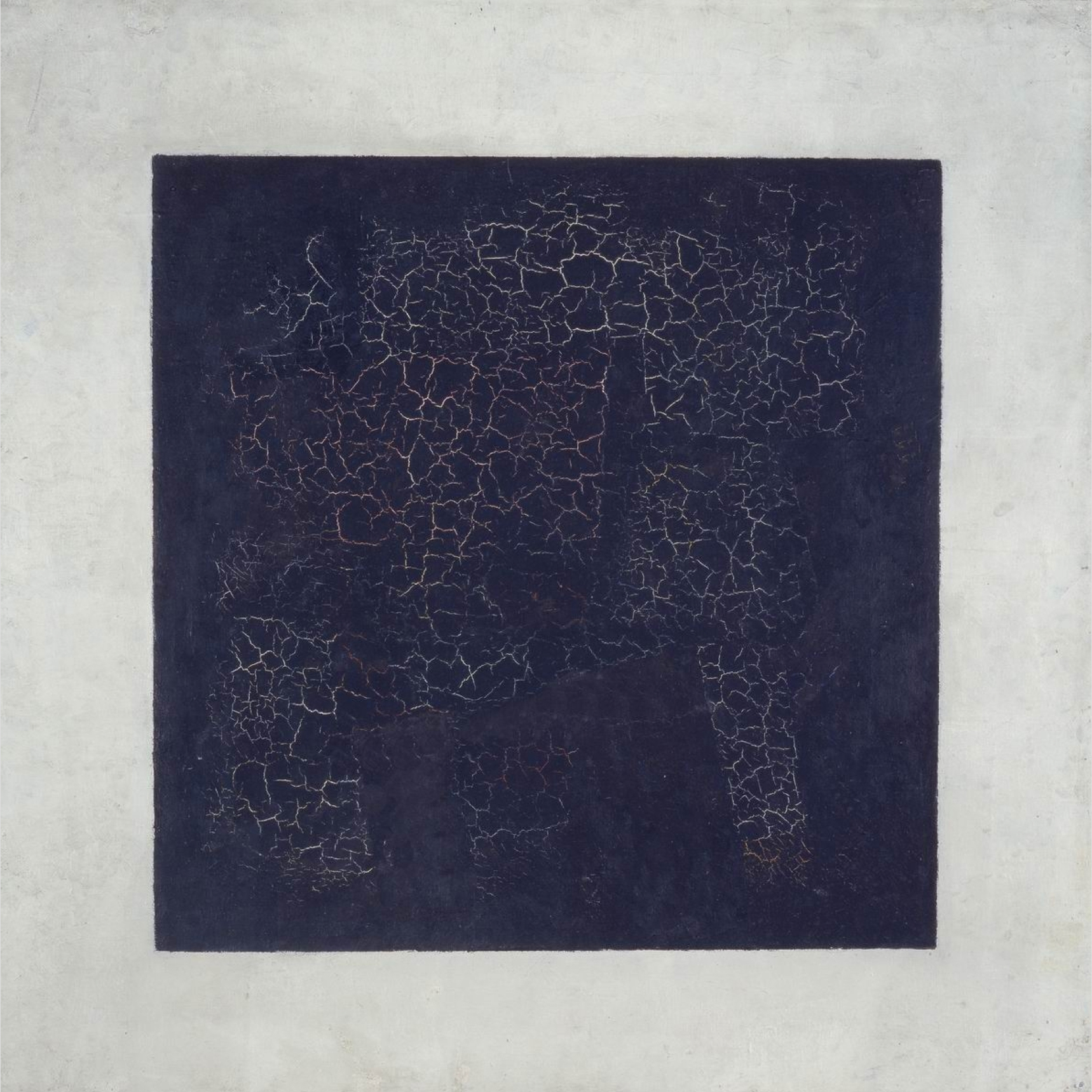
Чёрный квадрат, 1915

Самое знаменитое живописное произведение Малевича — Чёрный квадрат (1915) — являлось своеобразным живописным манифестом супрематизма. Был впервые выставлен в Петрограде 1 января 1916 года (19 декабря 1915 г. по старому стилю) на выставке «0,10» и имел значительный успех. Картина, по замыслу художника, являлась частью триптиха, в который входили «Чёрный круг» и «Чёрный крест». За три месяца до выставки в мастерскую Малевича зашёл И. А. Пуни, который застал его за работой над «Чёрным квадратом». Возможно, Малевич подумал, что Пуни может перенять идею и написать подобную картину: он обратился к Михаилу Матюшину с просьбой выпустить брошюру с анонсом, чтобы закрепить за собой авторство.
По поводу идеи «квадрата» следует добавить то, что в 1882 году (за 33 года до «Черного квадрата» Малевича) на выставке «Exposition des Arts Incohérents» в Париже поэт Пол Било представил картину «Combat de nègres dans un tunnel» («Битва негров в туннеле»). Правда это был не квадрат, а прямоугольник. Французскому журналисту, писателю и эксцентричному юмористу Альфонсу Алле идея так понравилась, что он развил её в 1893 году, назвав чёрный прямоугольник «Combat de nègres dans une cave, pendant la nuit» («Битва негров в пещере глубокой ночью»). Не остановившись на достигнутом успехе, затем Алле выставил девственно белый лист бристольской бумаги под названием «Первое причастие страдающих хлорозом девушек в снежную пору». Спустя полгода, следующая картина Альфонса Алле была воспринята как своего рода «колористический взрыв». Прямоугольный пейзаж «Уборка урожая помидоров на берегу Красного моря апоплексическими кардиналами» представлял собой ярко-красную одноцветную картину без малейших признаков изображения (1894 год). В конце концов в 1897 году Алле издал книгу из 7 картин «Album primo-avrilesque» (Первоапрельский альбом).
1916 год. Малевич участвовал с докладом «Кубизм — футуризм — супрематизм» в организованной совместно с Иваном Пуни «Публичной научно-популярной лекции супрематистов». Принял участие в выставке «Магазин». Экспонировал 60 супрематических полотен на выставке «Бубновый валет». Организовал общество «Супремус» (в него входили О. В. Розанова, Л. С. Попова, А. А. Экстер, И. В. Клюн, В. Е. Пестель, Надежда Удальцова, Мстислав Юркевич и другие), готовил к изданию одноимённый журнал. Летом Малевич был призван на военную службу (демобилизован в 1917 году).
В мае 1917 года Малевич был избран в совет профессионального Союза художников-живописцев в Москве представителем от левой федерации (молодой фракции). В августе стал председателем Художественной секции Московского совета солдатских депутатов, занимался просветительской работой, разрабатывал проект Народной академии искусств. В октябре был избран председателем общества «Бубновый валет». В ноябре 1917 московский Военно-революционный комитет назначил Малевича комиссаром по охране памятников старины и членом Комиссии по охране художественных ценностей, в чью обязанность входила охрана ценностей Кремля. В этом же году выступил с докладом на диспуте «Заборная живопись и литература».
В 1918 году он публиковал статьи в газете «Анархия». Избран членом Художественной коллегии Отдела ИЗО Наркомпроса. Пишет «Декларацию прав художника». Переезжает в Петроград. Создаёт декорации и костюмы к спектаклю В. Э. Мейерхольда по пьесе В. В. Маяковского «Мистерия-Буфф». Участвовал в заседании комиссии по организации Музея художественной культуры (МХК).
В 1919 году он вернулся в Москву. Руководил «Мастерской по изучению нового искусства Супрематизма» в Свободных государственных художественных мастерских. Экспонировал супрематические работы на X Государственной выставке («Беспредметное творчество и супрематизм»).

### 1919—1935
В ноябре 1919 года художник переехал в Витебск, где начал руководить мастерской в Народном художественном училище «нового революционного образца», которую возглавлял Марк Шагал.
В том же 1919 году Малевич издал теоретическую работу «О новых системах в искусстве». В декабре в Москве открылась первая ретроспективная выставка художника «Казимир Малевич. Его путь от импрессионизма к супрематизму». Её концепция — расположение произведений от импрессионизма, неопримитивизма через кубофутуризм к супрематизму. Последний делился на периоды чёрный, цветной, белый и завершался показом чистых холстов в подрамниках — манифестацией полного отказа от живописи.
К 1920 году вокруг художника сложилась группа преданных учеников — УНОВИС (Утвердители Нового Искусства). Её членами стали Л. Лисицкий, Л. Хидекель, И. Чашник, Н. Коган. Сам Малевич в этот период практически не создавал картин, сосредоточившись на написании теоретических и философских работ. Также, под влиянием Эля Лисицкого, начались первые опыты в области архитектуры.

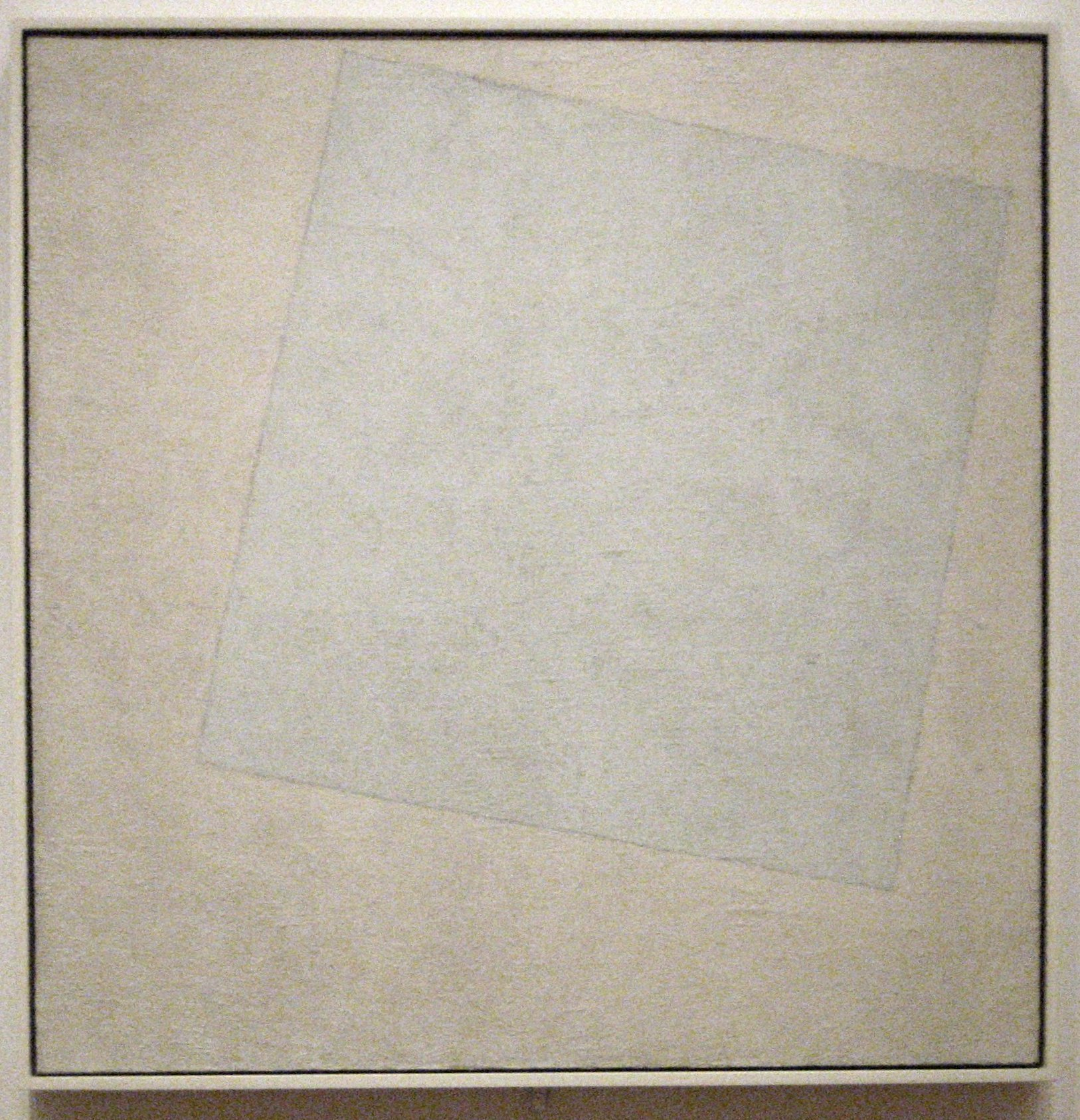
К. С. Малевич Белое на белом. 1918

В 1920 г. Малевич выступил с лекцией «О новом искусстве» на конференции УНОВИС’а в Смоленске, руководил работами по декоративному оформлению Витебска к 3-й годовщине Октября. В этом же году у художника родилась дочь, которую он, в честь УНОВИС’а, назвал Уной.
1921 год. Опубликовал манифест УНОВИСа в витебском журнале «Искусство». Участвовал в выставке, приуроченной к Третьему конгрессу Коминтерна в Москве.
В 1922 году Малевич закончил работу над своим главным теоретико-философским трудом — «Супрематизм. Мир как беспредметность или вечный покой». В Витебске была издана его брошюра «Бог не скинут. Искусство, церковь, фабрика».
В начале июня 1922 года художник переехал в Петроград с несколькими учениками — членами УНОВИС’а. Участвовал в деятельности петроградского Музея художественной культуры. Работы Малевича экспонировались на Первой русской художественной выставке в Берлине.
В 1923 году в Москве состоялась вторая персональная выставка художника, посвящённая 25-летию творческой деятельности. В этом же году он прочитал доклад в Государственной академии художественных наук (ГАХН) в Москве; создал эскизы новых форм и декоративных супрематических росписей для Петроградского государственного фарфорового завода.
В 1923 г. был назначен временно исполняющим обязанности директора Петроградского Музея художественной культуры, и начал исследовательскую и преподавательскую работу в нём, окружив себя учениками, переехавшими за ним в Петроград. В 1924 г. МХК был переименован, и с 1924 по 1926 год Малевич был директором Ленинградского государственного института художественной культуры (Гинхук), возглавлял в нём формально-теоретический отдел. 10 июня в «Ленинградской правде» была опубликована статья Г. Серого «Монастырь на госснабжении», послужившая поводом для закрытия института. Был аннулирован подготовленный к печати сборник трудов Института с работой Малевича «Введение в теорию прибавочного элемента в живописи». Осенью 1926 года Государственный институт художественной культуры был ликвидирован, влившись в состав Государственного института истории искусств, где Малевич и его соратники продолжили работу вплоть до их увольнения в июне 1929 года.
В 1925 году художник прочитал доклад «О прибавочном элементе в живописи» в Государственной академии художественных наук; участвовал в выставке «Левые течения в русской живописи за 15 лет»; работал над объёмными архитектурными супрематическими моделями — архитектонами.
Был членом «Объединения современных архитекторов» (ОСА). Создал супрематические архитектурные модели, назвав их «архитектоны». Некоторые из них хранятся в Третьяковской галерее.
В 1926 году экспонировал архитектоны на ежегодной отчётной выставке ГИНХУКа.
В 1927 году переехал в Киев, где усилиями Николая Скрипника Малевичу были созданы нормальные условия для творчества. Преподавал в Киевском художественном институте, его коллегами были Кричевский, Бойчук, Пальмов, Богомазов, Татлина. Публиковал статьи на художественную тематику в журнале «Новая генерация» (1928—1929) в Харькове.
В 1927 году Казимир Северинович вступил в третий брак — с Наталией Андреевной Манченко (1902—1990).
В 1927 году Малевич уехал в заграничную командировку в Варшаву (8—29 марта), где была организована его персональная выставка, затем — в Берлин (29 марта — 5 июня), где ему был предоставлен зал на ежегодной Большой берлинской художественной выставке (7 мая — 30 сентября). 7 апреля 1927 посетил Баухаус в Дессау, где он познакомился с Вальтером Гропиусом и Ласло Мохой-Надем. По прибытии в СССР Малевич был арестован и обвинён в шпионаже. После нескольких недель в тюрьме он был выпущен.
В 1927—1930 годах преподавал в Киевском художественном институте, где в это время работали Федор Кричевский, Михаил Бойчук, Виктор Пальмов, Вадим Меллер, Александр Богомазов, Владимир Татлин, Василий Касьян, намеревался работать с А. Архипенко. Но начало репрессий на Украине против некоторых представителей интеллигенции заставило Малевича снова вернуться в Ленинград, оставив картины экспонировавшиеся на выставке, пояснительные таблицы к лекциям и теоретические записи, на временное хранение архитектору Хуго Херингу (нем. Hugo Häring) в Германии. На родину картины уже не вернулись, часть их в настоящее время принадлежит Городскому музею Амстердама и МоМА. В Мюнхене в свет вышла книга «Мир как беспредметность». В этом же году работы Малевича экспонировались на организованной Н. Н. Пуниным в Русском музее выставке Отдела новейших течений в искусстве.
По мере того, как политическая борьба в СССР обострялась, Малевич стал собираться в Европу всерьез и надолго. Поэтому он увез с собой, не разбирая, весь свой архив, который накопился у него по март 1927 года. Этот архив Малевича хранится в Берлине. Как считает А. С. Шацких, исследователь и издатель 5-томного собрания сочинений К. Малевича, так Малевич оставил в Берлине своеобразную «капсулу времени». Он «законсервировал» свою жизнь в рукописях и документах за полтора десятка лет. Известна его записка — «В случае смерти моей или безвыходного тюремного заключения …», спешно приложенная к берлинской «капсуле». По-видимому, Малевич имел в виду то, что может ждать его в СССР. Он действительно был арестован ОГПУ осенью 1930 года, но в декабре того же года он был освобождён.
В 1928 году Малевич публиковал статьи в харьковском журнале «Новая генерация». Готовясь к персональной выставке в Государственной Третьяковской галерее, художник вновь обратился к станковой живописи: так как многие его работы 1900—1910-х годов к тому времени были за границей, он создал цикл работ «периода импрессионизма» и датировал их 1903—1906 годами; таким же образом он восстановил работы крестьянского цикла и датировал их 1908—1912 годами. Предположительно, для этой же выставки Малевич создал третий вариант «Чёрного квадрата», по своим пропорциям соответствующий картине 1915 года. Сделано это было по просьбе дирекции галереи, так как работа 1915 года, хранившаяся к тому моменту в Третьяковской галерее, была в довольно плохом состоянии.
1 ноября 1929 года в ГТГ открылась «Выставка произведений живописи и графики К. С. Малевича». В этом же году работы Малевича экспонировались на выставке «Абстрактная и сюрреалистическая живопись и пластика» в Цюрихе.
В 1929 году Малевич был назначен Луначарским «народным комиссаром ИЗО НАРКОМПРОСа».
В 1930 году произведения художника экспонировались на выставках в Берлине и Вене, сокращённый вариант выставки ГТГ открылся в Киеве (февраль — май).
В Государственном институте истории искусств был закрыт отдел, которым руководил Малевич. Перед началом нового учебного года был издан приказ уволить всех беспартийных преподавателей, в результате чего Малевич, Бойчук, Сагайдачный, Крамаренко и другие потеряли работу. Осенью 1930 года Малевича арестовало ОГПУ по подозрению в том, что он «германский шпион». Из тюрьмы он вышел в декабре 1930 года, поскольку следователь В. А. Кишкин не проявлял фанатизма.
В 1931 году Малевич работал над эскизами росписи Красного театра в Ленинграде.
В 1932 получил должность руководителя Экспериментальной лаборатории в Русском музее. Произведения художника были включены в экспозицию «Искусство эпохи империализма» в Русском музее.
В 1932 году художник участвовал в юбилейной выставке «Художники РСФСР за XV лет». По мнению некоторых специалистов, для этой выставки художником был написан четвёртый, последний из известных на сегодняшний день, вариант «Чёрного квадрата» (ныне хранится в Эрмитаже).
В 1932 году Малевич работал над неосуществлённым проектом — картиной «Соцгород». Начался последний период в творчестве художника: в это время он писал в основном портреты реалистического характера.
1933 год — началась тяжелая болезнь (рак предстательной железы).
1934 — участвовал в выставке «Женщина в социалистическом строительстве».
В 1935 году поздние портреты Малевича экспонировались на Первой выставке ленинградских художников (последний показ работ Малевича на родине — вплоть до 1962 года).

### Кончина и погребение
Казимир Малевич скончался от рака в Ленинграде 15 мая 1935 года.

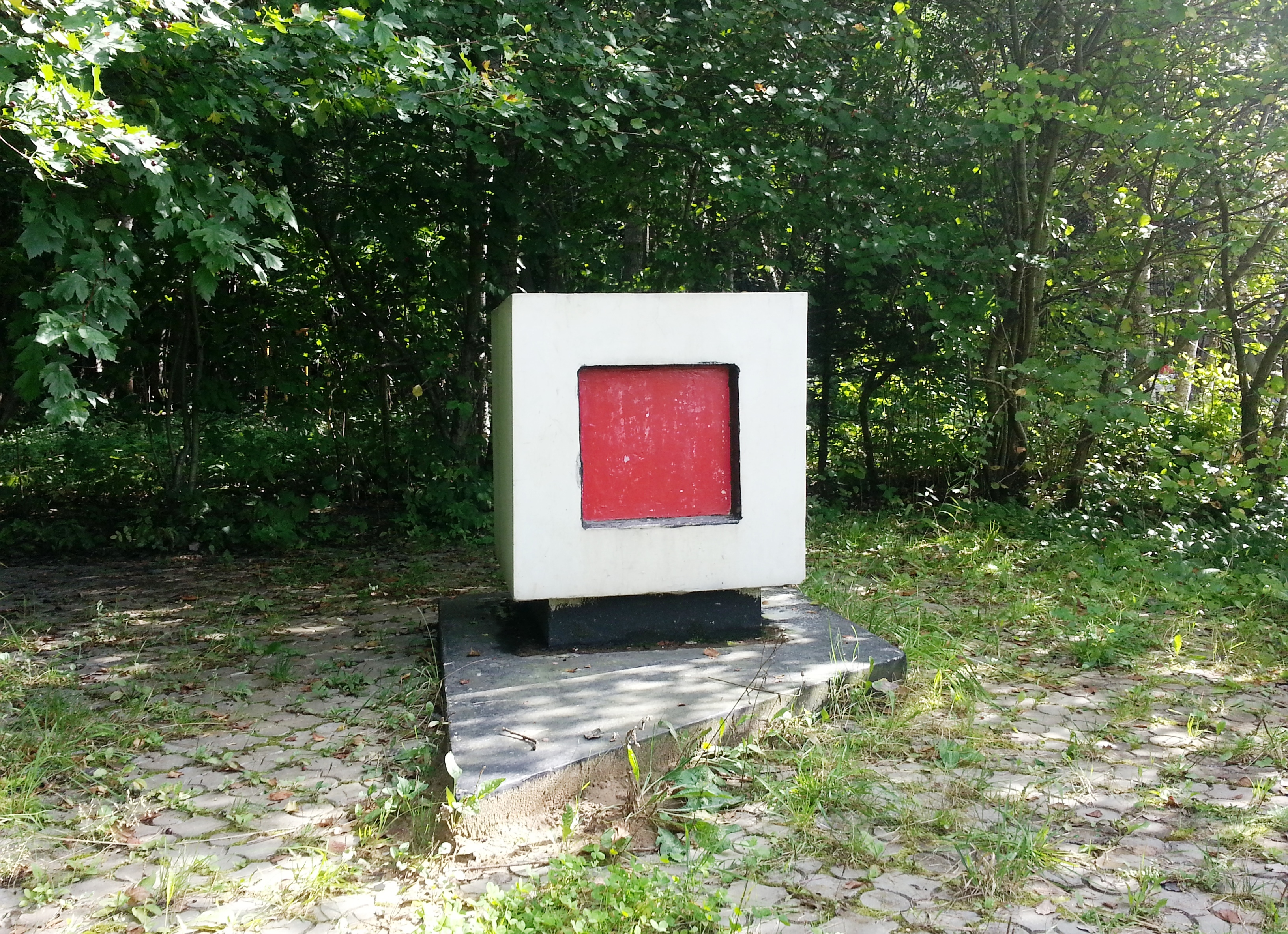
Памятный Знак в районе захоронения праха К. Малевича, август 2013 года

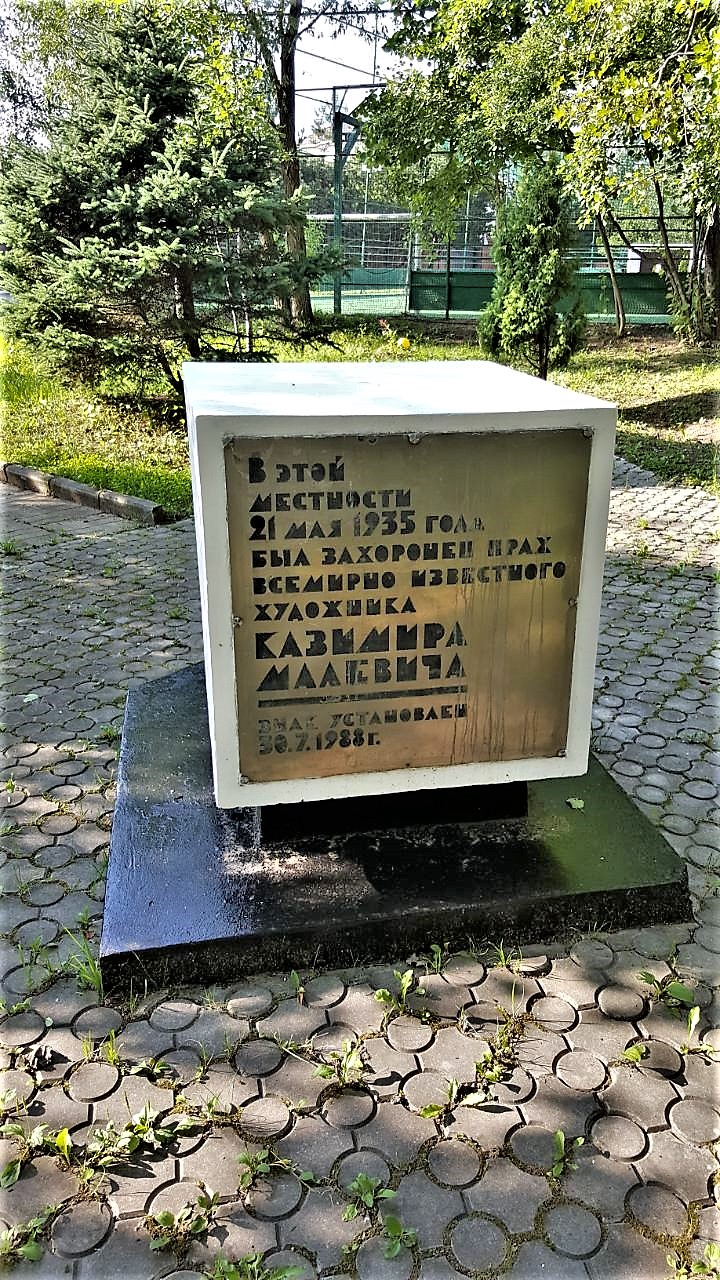
Надпись на могиле Казимира Малевича. Июль 2018.

По завещанию, после смерти тело Малевича полагалось поместить в супрематический гроб в форме креста, с раскинутыми руками. Организаторы похорон, вопреки завещанию, заказали гроб прямоугольной формы, оформив его в духе супрематизма. Тело перевезли в Москву, где кремировали в Донском крематории. 21 мая урна с прахом была захоронена под любимым дубом художника близ деревни Немчиновки. Над могилой установили деревянный кубический монумент с изображённым чёрным квадратом, на дубе закрепили доску со словами: «Здесь погребен прах великого художника К. С. Малевича (1878—1935)».
В годы Второй мировой войны могила была утрачена. Позже её местонахождение с достаточной точностью определила группа энтузиастов. Здесь было пахотное колхозное поле. Поэтому в 1988 году памятный знак для увековечивания места захоронения вынужденно разместили на опушке леса, примерно в двух километрах от реального погребения. Он представляет собой белый бетонный куб с красным квадратом на лицевой стороне. Сейчас рядом стоит дом № 11 по улице Малевича в Немчиновке, географические координаты 55°43′17″ с. ш. 37°20′17″ в. д.. На тыльной стороне монумента размещена табличка с текстом: «В этой местности 21 мая 1935 года был захоронен прах всемирно известного художника КАЗИМИРА МАЛЕВИЧА. Знак установлен 30.7.1988 г.»
К настоящему времени колхозное поле также застроено и место погребения праха Малевича попало на территорию жилого комплекса «Ромашково-2». 20 августа 2013 года родственники Малевича произвели взятие земли с места захоронения, земля помещена в капсулы, одна из них будет захоронена под памятным знаком в Ромашкове, остальные переданы в места, связанные с жизнью художника.

## Семья
Жёны
- Казимира Ивановна Зглейц (1881—1942) — медсестра, дочь курского пекаря[31] мещанина Ивана Войтеховича (ум. 1892)[32] и Анели (ур. Гейне)[33] Зглейц. Умерла от тифа.
- Софья Михайловна Рафалович (18?—1925)
- Наталья Андреевна Манченко (1902—1990) — корректор в издательстве Академии наук СССР.

Дети
от первого брака:
- Георгий-Анатолий Казимирович Малевич (1902—1915) — умер от сыпного тифа.
- Галина Казимировна Быкова (1905—1973) — детский музыкальный руководитель и педагог.

от второго брака:
- Уна Казимировна Уриман (1920—1989) — геолог.

### Генеалогическое древо
|                                           |                                           |                                           |                                           |                                           |                                           |                          |                          |                            |                            |                            |                            |                            |                            |                       |                       |                                      |                                      |                                      |                                      | Герб «Гриф»                          | Герб «Гриф»                          | Герб «Гриф»    | Герб «Гриф»    | Герб «Гриф»                                      | Герб «Гриф»                                      |                                                  |                                                  | Доротич-Малевичи ...                             | Доротич-Малевичи ...                             | Доротич-Малевичи ...  | Доротич-Малевичи ...  | Доротич-Малевичи ...                  | Доротич-Малевичи ...                  |                                       |                                       |                                       |                                       |                                |                                |                                          |                                          |                                          |                                          |                                          |                                          |                            |                            |                                        |                                        |                                        |                                        |                                        |                                        |  |  |                                       |                                       |                                       |                                       |                                       |                                       |  |  |                                            |                                            |                                            |                                            |                                            |                                            |  |  |  |  |  |  |  |  |  |  |  |  |  |  |  |  |  |  |  |  |  |  |  |  |  |  |  |  |  |  |  |  |  |  |  |  |  |  |  |  |  |  |  |  |  |  |  |  |  |  |
|                                           |                                           |                                           |                                           |                                           |                                           |                          |                          |                            |                            |                            |                            |                            |                            |                       |                       |                                      |                                      |                                      |                                      | Герб «Гриф»                          | Герб «Гриф»                          | Герб «Гриф»    | Герб «Гриф»    | Герб «Гриф»                                      | Герб «Гриф»                                      |                                                  |                                                  | Доротич-Малевичи ...                             | Доротич-Малевичи ...                             | Доротич-Малевичи ...  | Доротич-Малевичи ...  | Доротич-Малевичи ...                  | Доротич-Малевичи ...                  |                                       |                                       |                                       |                                       |                                |                                |                                          |                                          |                                          |                                          |                                          |                                          |                            |                            |                                        |                                        |                                        |                                        |                                        |                                        |  |  |                                       |                                       |                                       |                                       |                                       |                                       |  |  |                                            |                                            |                                            |                                            |                                            |                                            |  |  |  |  |  |  |  |  |  |  |  |  |  |  |  |  |  |  |  |  |  |  |  |  |  |  |  |  |  |  |  |  |  |  |  |  |  |  |  |  |  |  |  |  |  |  |  |  |  |  |
|                                           |                                           |                                           |                                           |                                           |                                           |                          |                          |                            |                            |                            |                            |                            |                            |                       |                       |                                      |                                      |                                      |                                      |                                      |                                      |                |                |                                                  |                                                  |                                                  |                                                  | Малевич Артём                                    |                                                  |                       |                       |                                       |                                       |                                       |                                       |                                       |                                       |                                |                                |                                          |                                          |                                          |                                          |                                          |                                          |                            |                            |                                        |                                        |                                        |                                        |                                        |                                        |  |  |                                       |                                       |                                       |                                       |                                       |                                       |  |  |                                            |                                            |                                            |                                            |                                            |                                            |  |  |  |  |  |  |  |  |  |  |  |  |  |  |  |  |  |  |  |  |  |  |  |  |  |  |  |  |  |  |  |  |  |  |  |  |  |  |  |  |  |  |  |  |  |  |  |  |  |  |
|                                           |                                           |                                           |                                           |                                           |                                           |                          |                          |                            |                            |                            |                            |                            |                            |                       |                       |                                      |                                      |                                      |                                      |                                      |                                      |                |                |                                                  |                                                  |                                                  |                                                  |                                                  |                                                  |                       |                       |                                       |                                       |                                       |                                       |                                       |                                       |                                |                                |                                          |                                          |                                          |                                          |                                          |                                          |                            |                            |                                        |                                        |                                        |                                        |                                        |                                        |  |  |                                       |                                       |                                       |                                       |                                       |                                       |  |  |                                            |                                            |                                            |                                            |                                            |                                            |  |  |  |  |  |  |  |  |  |  |  |  |  |  |  |  |  |  |  |  |  |  |  |  |  |  |  |  |  |  |  |  |  |  |  |  |  |  |  |  |  |  |  |  |  |  |  |  |  |  |
|                                           |                                           |                                           |                                           |                                           |                                           |                          |                          |                            |                            |                            |                            |                            |                            |                       |                       |                                      |                                      |                                      |                                      |                                      |                                      |                |                |                                                  |                                                  |                                                  |                                                  | Малевич Иван Артёмович                           |                                                  |                       |                       |                                       |                                       |                                       |                                       |                                       |                                       |                                |                                |                                          |                                          |                                          |                                          |                                          |                                          |                            |                            |                                        |                                        |                                        |                                        |                                        |                                        |  |  |                                       |                                       |                                       |                                       |                                       |                                       |  |  |                                            |                                            |                                            |                                            |                                            |                                            |  |  |  |  |  |  |  |  |  |  |  |  |  |  |  |  |  |  |  |  |  |  |  |  |  |  |  |  |  |  |  |  |  |  |  |  |  |  |  |  |  |  |  |  |  |  |  |  |  |  |
|                                           |                                           |                                           |                                           |                                           |                                           |                          |                          |                            |                            |                            |                            |                            |                            |                       |                       |                                      |                                      |                                      |                                      |                                      |                                      |                |                |                                                  |                                                  |                                                  |                                                  |                                                  |                                                  |                       |                       |                                       |                                       |                                       |                                       |                                       |                                       |                                |                                |                                          |                                          |                                          |                                          |                                          |                                          |                            |                            |                                        |                                        |                                        |                                        |                                        |                                        |  |  |                                       |                                       |                                       |                                       |                                       |                                       |  |  |                                            |                                            |                                            |                                            |                                            |                                            |  |  |  |  |  |  |  |  |  |  |  |  |  |  |  |  |  |  |  |  |  |  |  |  |  |  |  |  |  |  |  |  |  |  |  |  |  |  |  |  |  |  |  |  |  |  |  |  |  |  |
|                                           |                                           |                                           |                                           |                                           |                                           |                          |                          |                            |                            |                            |                            |                            |                            |                       |                       |                                      |                                      |                                      |                                      |                                      |                                      |                |                |                                                  |                                                  |                                                  |                                                  |                                                  |                                                  |                       |                       |                                       |                                       |                                       |                                       |                                       |                                       |                                |                                |                                          |                                          |                                          |                                          |                                          |                                          |                            |                            |                                        |                                        |                                        |                                        |                                        |                                        |  |  |                                       |                                       |                                       |                                       |                                       |                                       |  |  |                                            |                                            |                                            |                                            |                                            |                                            |  |  |  |  |  |  |  |  |  |  |  |  |  |  |  |  |  |  |  |  |  |  |  |  |  |  |  |  |  |  |  |  |  |  |  |  |  |  |  |  |  |  |  |  |  |  |  |  |  |  |
|                                           |                                           |                                           |                                           |                                           |                                           |                          |                          |                            |                            |                            |                            | Малевич Иван Иванович      | Малевич Иван Иванович      | Малевич Иван Иванович | Малевич Иван Иванович | Малевич Иван Иванович                | Малевич Иван Иванович                |                                      |                                      |                                      |                                      |                |                |                                                  |                                                  |                                                  |                                                  | Малевич Иван Иванович                            | Малевич Иван Иванович                            | Малевич Иван Иванович | Малевич Иван Иванович | Малевич Иван Иванович                 | Малевич Иван Иванович                 |                                       |                                       |                                       |                                       |                                |                                |                                          |                                          |                                          |                                          | Малевич Степан Иванович                  | Малевич Степан Иванович                  | Малевич Степан Иванович    | Малевич Степан Иванович    | Малевич Степан Иванович                | Малевич Степан Иванович                |                                        |                                        |                                        |                                        |  |  |                                       |                                       |                                       |                                       |                                       |                                       |  |  |                                            |                                            |                                            |                                            |                                            |                                            |  |  |  |  |  |  |  |  |  |  |  |  |  |  |  |  |  |  |  |  |  |  |  |  |  |  |  |  |  |  |  |  |  |  |  |  |  |  |  |  |  |  |  |  |  |  |  |  |  |  |
|                                           |                                           |                                           |                                           |                                           |                                           |                          |                          |                            |                            |                            |                            | Малевич Иван Иванович      | Малевич Иван Иванович      | Малевич Иван Иванович | Малевич Иван Иванович | Малевич Иван Иванович                | Малевич Иван Иванович                |                                      |                                      |                                      |                                      |                |                |                                                  |                                                  |                                                  |                                                  | Малевич Иван Иванович                            | Малевич Иван Иванович                            | Малевич Иван Иванович | Малевич Иван Иванович | Малевич Иван Иванович                 | Малевич Иван Иванович                 |                                       |                                       |                                       |                                       |                                |                                |                                          |                                          |                                          |                                          | Малевич Степан Иванович                  | Малевич Степан Иванович                  | Малевич Степан Иванович    | Малевич Степан Иванович    | Малевич Степан Иванович                | Малевич Степан Иванович                |                                        |                                        |                                        |                                        |  |  |                                       |                                       |                                       |                                       |                                       |                                       |  |  |                                            |                                            |                                            |                                            |                                            |                                            |  |  |  |  |  |  |  |  |  |  |  |  |  |  |  |  |  |  |  |  |  |  |  |  |  |  |  |  |  |  |  |  |  |  |  |  |  |  |  |  |  |  |  |  |  |  |  |  |  |  |
|                                           |                                           |                                           |                                           |                                           |                                           |                          |                          |                            |                            |                            |                            |                            |                            |                       |                       |                                      |                                      |                                      |                                      |                                      |                                      |                |                |                                                  |                                                  |                                                  |                                                  |                                                  |                                                  |                       |                       |                                       |                                       |                                       |                                       |                                       |                                       |                                |                                |                                          |                                          |                                          |                                          |                                          |                                          |                            |                            |                                        |                                        |                                        |                                        |                                        |                                        |  |  |                                       |                                       |                                       |                                       |                                       |                                       |  |  |                                            |                                            |                                            |                                            |                                            |                                            |  |  |  |  |  |  |  |  |  |  |  |  |  |  |  |  |  |  |  |  |  |  |  |  |  |  |  |  |  |  |  |  |  |  |  |  |  |  |  |  |  |  |  |  |  |  |  |  |  |  |
|                                           |                                           |                                           |                                           | Малевич Василий Иванович                  | Малевич Василий Иванович                  | Малевич Василий Иванович | Малевич Василий Иванович | Малевич Василий Иванович   | Малевич Василий Иванович   |                            |                            | Малевич Иван Иванович      | Малевич Иван Иванович      | Малевич Иван Иванович | Малевич Иван Иванович | Малевич Иван Иванович                | Малевич Иван Иванович                |                                      |                                      | Малевич Юстина                       | Малевич Юстина                       | Малевич Юстина | Малевич Юстина | Малевич Юстина                                   | Малевич Юстина                                   |                                                  |                                                  | Малевич Иван Иванович                            | Малевич Иван Иванович                            | Малевич Иван Иванович | Малевич Иван Иванович | Малевич Иван Иванович                 | Малевич Иван Иванович                 |                                       |                                       | Малевич Анна (ур. Веселовская)        | Малевич Анна (ур. Веселовская)        | Малевич Анна (ур. Веселовская) | Малевич Анна (ур. Веселовская) | Малевич Анна (ур. Веселовская)           | Малевич Анна (ур. Веселовская)           |                                          |                                          | Малевич Николай Степанович               | Малевич Николай Степанович               | Малевич Николай Степанович | Малевич Николай Степанович | Малевич Николай Степанович             | Малевич Николай Степанович             |                                        |                                        |                                        |                                        |  |  |                                       |                                       |                                       |                                       |                                       |                                       |  |  |                                            |                                            |                                            |                                            |                                            |                                            |  |  |  |  |  |  |  |  |  |  |  |  |  |  |  |  |  |  |  |  |  |  |  |  |  |  |  |  |  |  |  |  |  |  |  |  |  |  |  |  |  |  |  |  |  |  |  |  |  |  |
|                                           |                                           |                                           |                                           | Малевич Василий Иванович                  | Малевич Василий Иванович                  | Малевич Василий Иванович | Малевич Василий Иванович | Малевич Василий Иванович   | Малевич Василий Иванович   |                            |                            | Малевич Иван Иванович      | Малевич Иван Иванович      | Малевич Иван Иванович | Малевич Иван Иванович | Малевич Иван Иванович                | Малевич Иван Иванович                |                                      |                                      | Малевич Юстина                       | Малевич Юстина                       | Малевич Юстина | Малевич Юстина | Малевич Юстина                                   | Малевич Юстина                                   |                                                  |                                                  | Малевич Иван Иванович                            | Малевич Иван Иванович                            | Малевич Иван Иванович | Малевич Иван Иванович | Малевич Иван Иванович                 | Малевич Иван Иванович                 |                                       |                                       | Малевич Анна (ур. Веселовская)        | Малевич Анна (ур. Веселовская)        | Малевич Анна (ур. Веселовская) | Малевич Анна (ур. Веселовская) | Малевич Анна (ур. Веселовская)           | Малевич Анна (ур. Веселовская)           |                                          |                                          | Малевич Николай Степанович               | Малевич Николай Степанович               | Малевич Николай Степанович | Малевич Николай Степанович | Малевич Николай Степанович             | Малевич Николай Степанович             |                                        |                                        |                                        |                                        |  |  |                                       |                                       |                                       |                                       |                                       |                                       |  |  |                                            |                                            |                                            |                                            |                                            |                                            |  |  |  |  |  |  |  |  |  |  |  |  |  |  |  |  |  |  |  |  |  |  |  |  |  |  |  |  |  |  |  |  |  |  |  |  |  |  |  |  |  |  |  |  |  |  |  |  |  |  |
|                                           |                                           |                                           |                                           |                                           |                                           |                          |                          |                            |                            |                            |                            |                            |                            |                       |                       |                                      |                                      |                                      |                                      |                                      |                                      |                |                |                                                  |                                                  |                                                  |                                                  |                                                  |                                                  |                       |                       |                                       |                                       |                                       |                                       |                                       |                                       |                                |                                |                                          |                                          |                                          |                                          |                                          |                                          |                            |                            |                                        |                                        |                                        |                                        |                                        |                                        |  |  |                                       |                                       |                                       |                                       |                                       |                                       |  |  |                                            |                                            |                                            |                                            |                                            |                                            |  |  |  |  |  |  |  |  |  |  |  |  |  |  |  |  |  |  |  |  |  |  |  |  |  |  |  |  |  |  |  |  |  |  |  |  |  |  |  |  |  |  |  |  |  |  |  |  |  |  |
|                                           |                                           |                                           |                                           |                                           |                                           |                          |                          |                            |                            |                            |                            |                            |                            |                       |                       |                                      |                                      |                                      |                                      |                                      |                                      |                |                |                                                  |                                                  |                                                  |                                                  |                                                  |                                                  |                       |                       |                                       |                                       |                                       |                                       |                                       |                                       |                                |                                |                                          |                                          |                                          |                                          |                                          |                                          |                            |                            |                                        |                                        |                                        |                                        |                                        |                                        |  |  |                                       |                                       |                                       |                                       |                                       |                                       |  |  |                                            |                                            |                                            |                                            |                                            |                                            |  |  |  |  |  |  |  |  |  |  |  |  |  |  |  |  |  |  |  |  |  |  |  |  |  |  |  |  |  |  |  |  |  |  |  |  |  |  |  |  |  |  |  |  |  |  |  |  |  |  |
| Малевич Мартин Иванович (род. 1779)       | Малевич Мартин Иванович (род. 1779)       | Малевич Мартин Иванович (род. 1779)       | Малевич Мартин Иванович (род. 1779)       | Малевич Мартин Иванович (род. 1779)       | Малевич Мартин Иванович (род. 1779)       |                          |                          |                            |                            |                            |                            |                            |                            |                       |                       | Малевич Иван Иванович (род. 1786)    | Малевич Иван Иванович (род. 1786)    | Малевич Иван Иванович (род. 1786)    | Малевич Иван Иванович (род. 1786)    | Малевич Иван Иванович (род. 1786)    | Малевич Иван Иванович (род. 1786)    |                |                | Малевич Станислав Иванович (род. 1781)           | Малевич Станислав Иванович (род. 1781)           | Малевич Станислав Иванович (род. 1781)           | Малевич Станислав Иванович (род. 1781)           | Малевич Станислав Иванович (род. 1781)           | Малевич Станислав Иванович (род. 1781)           |                       |                       | Малевич Осип Иванович (род. 1784)     | Малевич Осип Иванович (род. 1784)     | Малевич Осип Иванович (род. 1784)     | Малевич Осип Иванович (род. 1784)     | Малевич Осип Иванович (род. 1784)     | Малевич Осип Иванович (род. 1784)     |                                |                                | Малевич Павлина Ивановна (род. 1796)     | Малевич Павлина Ивановна (род. 1796)     | Малевич Павлина Ивановна (род. 1796)     | Малевич Павлина Ивановна (род. 1796)     | Малевич Павлина Ивановна (род. 1796)     | Малевич Павлина Ивановна (род. 1796)     |                            |                            | Малевич Фортуната (ур. Тафель)         | Малевич Фортуната (ур. Тафель)         | Малевич Фортуната (ур. Тафель)         | Малевич Фортуната (ур. Тафель)         | Малевич Фортуната (ур. Тафель)         | Малевич Фортуната (ур. Тафель)         |  |  | Малевич Антон Иванович (род. 1801)    | Малевич Антон Иванович (род. 1801)    | Малевич Антон Иванович (род. 1801)    | Малевич Антон Иванович (род. 1801)    | Малевич Антон Иванович (род. 1801)    | Малевич Антон Иванович (род. 1801)    |  |  | Малевич Юлия (ур. Папроцкая)               | Малевич Юлия (ур. Папроцкая)               | Малевич Юлия (ур. Папроцкая)               | Малевич Юлия (ур. Папроцкая)               | Малевич Юлия (ур. Папроцкая)               | Малевич Юлия (ур. Папроцкая)               |  |  |  |  |  |  |  |  |  |  |  |  |  |  |  |  |  |  |  |  |  |  |  |  |  |  |  |  |  |  |  |  |  |  |  |  |  |  |  |  |  |  |  |  |  |  |  |  |  |  |
| Малевич Мартин Иванович (род. 1779)       | Малевич Мартин Иванович (род. 1779)       | Малевич Мартин Иванович (род. 1779)       | Малевич Мартин Иванович (род. 1779)       | Малевич Мартин Иванович (род. 1779)       | Малевич Мартин Иванович (род. 1779)       |                          |                          |                            |                            |                            |                            |                            |                            |                       |                       | Малевич Иван Иванович (род. 1786)    | Малевич Иван Иванович (род. 1786)    | Малевич Иван Иванович (род. 1786)    | Малевич Иван Иванович (род. 1786)    | Малевич Иван Иванович (род. 1786)    | Малевич Иван Иванович (род. 1786)    |                |                | Малевич Станислав Иванович (род. 1781)           | Малевич Станислав Иванович (род. 1781)           | Малевич Станислав Иванович (род. 1781)           | Малевич Станислав Иванович (род. 1781)           | Малевич Станислав Иванович (род. 1781)           | Малевич Станислав Иванович (род. 1781)           |                       |                       | Малевич Осип Иванович (род. 1784)     | Малевич Осип Иванович (род. 1784)     | Малевич Осип Иванович (род. 1784)     | Малевич Осип Иванович (род. 1784)     | Малевич Осип Иванович (род. 1784)     | Малевич Осип Иванович (род. 1784)     |                                |                                | Малевич Павлина Ивановна (род. 1796)     | Малевич Павлина Ивановна (род. 1796)     | Малевич Павлина Ивановна (род. 1796)     | Малевич Павлина Ивановна (род. 1796)     | Малевич Павлина Ивановна (род. 1796)     | Малевич Павлина Ивановна (род. 1796)     |                            |                            | Малевич Фортуната (ур. Тафель)         | Малевич Фортуната (ур. Тафель)         | Малевич Фортуната (ур. Тафель)         | Малевич Фортуната (ур. Тафель)         | Малевич Фортуната (ур. Тафель)         | Малевич Фортуната (ур. Тафель)         |  |  | Малевич Антон Иванович (род. 1801)    | Малевич Антон Иванович (род. 1801)    | Малевич Антон Иванович (род. 1801)    | Малевич Антон Иванович (род. 1801)    | Малевич Антон Иванович (род. 1801)    | Малевич Антон Иванович (род. 1801)    |  |  | Малевич Юлия (ур. Папроцкая)               | Малевич Юлия (ур. Папроцкая)               | Малевич Юлия (ур. Папроцкая)               | Малевич Юлия (ур. Папроцкая)               | Малевич Юлия (ур. Папроцкая)               | Малевич Юлия (ур. Папроцкая)               |  |  |  |  |  |  |  |  |  |  |  |  |  |  |  |  |  |  |  |  |  |  |  |  |  |  |  |  |  |  |  |  |  |  |  |  |  |  |  |  |  |  |  |  |  |  |  |  |  |  |
|                                           |                                           |                                           |                                           |                                           |                                           |                          |                          |                            |                            |                            |                            |                            |                            |                       |                       |                                      |                                      |                                      |                                      |                                      |                                      |                |                |                                                  |                                                  |                                                  |                                                  |                                                  |                                                  |                       |                       |                                       |                                       |                                       |                                       |                                       |                                       |                                |                                |                                          |                                          |                                          |                                          |                                          |                                          |                            |                            |                                        |                                        |                                        |                                        |                                        |                                        |  |  |                                       |                                       |                                       |                                       |                                       |                                       |  |  |                                            |                                            |                                            |                                            |                                            |                                            |  |  |  |  |  |  |  |  |  |  |  |  |  |  |  |  |  |  |  |  |  |  |  |  |  |  |  |  |  |  |  |  |  |  |  |  |  |  |  |  |  |  |  |  |  |  |  |  |  |  |
|                                           |                                           |                                           |                                           |                                           |                                           |                          |                          |                            |                            |                            |                            |                            |                            |                       |                       |                                      |                                      |                                      |                                      |                                      |                                      |                |                |                                                  |                                                  |                                                  |                                                  |                                                  |                                                  |                       |                       |                                       |                                       |                                       |                                       |                                       |                                       |                                |                                |                                          |                                          |                                          |                                          |                                          |                                          |                            |                            |                                        |                                        |                                        |                                        |                                        |                                        |  |  |                                       |                                       |                                       |                                       |                                       |                                       |  |  |                                            |                                            |                                            |                                            |                                            |                                            |  |  |  |  |  |  |  |  |  |  |  |  |  |  |  |  |  |  |  |  |  |  |  |  |  |  |  |  |  |  |  |  |  |  |  |  |  |  |  |  |  |  |  |  |  |  |  |  |  |  |
| Малевич Анастасий-Николай-Язон Мартинович | Малевич Анастасий-Николай-Язон Мартинович | Малевич Анастасий-Николай-Язон Мартинович | Малевич Анастасий-Николай-Язон Мартинович | Малевич Анастасий-Николай-Язон Мартинович | Малевич Анастасий-Николай-Язон Мартинович |                          |                          |                            |                            |                            |                            |                            |                            |                       |                       | Малевич Станислав-Александр Иванович | Малевич Станислав-Александр Иванович | Малевич Станислав-Александр Иванович | Малевич Станислав-Александр Иванович | Малевич Станислав-Александр Иванович | Малевич Станислав-Александр Иванович |                |                |                                                  |                                                  |                                                  |                                                  |                                                  |                                                  |                       |                       | Малевич Титус Антонович (род. 1834)   | Малевич Титус Антонович (род. 1834)   | Малевич Титус Антонович (род. 1834)   | Малевич Титус Антонович (род. 1834)   | Малевич Титус Антонович (род. 1834)   | Малевич Титус Антонович (род. 1834)   |                                |                                | Малевич Люциан Антонович (род. 1836)     | Малевич Люциан Антонович (род. 1836)     | Малевич Люциан Антонович (род. 1836)     | Малевич Люциан Антонович (род. 1836)     | Малевич Люциан Антонович (род. 1836)     | Малевич Люциан Антонович (род. 1836)     |                            |                            | Малевич Поликарп Антонович (род. 1840) | Малевич Поликарп Антонович (род. 1840) | Малевич Поликарп Антонович (род. 1840) | Малевич Поликарп Антонович (род. 1840) | Малевич Поликарп Антонович (род. 1840) | Малевич Поликарп Антонович (род. 1840) |  |  | Малевич Северин Антонович (1844—1902) | Малевич Северин Антонович (1844—1902) | Малевич Северин Антонович (1844—1902) | Малевич Северин Антонович (1844—1902) | Малевич Северин Антонович (1844—1902) | Малевич Северин Антонович (1844—1902) |  |  | Малевич Болеслав Антонович (род. 1846)     | Малевич Болеслав Антонович (род. 1846)     | Малевич Болеслав Антонович (род. 1846)     | Малевич Болеслав Антонович (род. 1846)     | Малевич Болеслав Антонович (род. 1846)     | Малевич Болеслав Антонович (род. 1846)     |  |  |  |  |  |  |  |  |  |  |  |  |  |  |  |  |  |  |  |  |  |  |  |  |  |  |  |  |  |  |  |  |  |  |  |  |  |  |  |  |  |  |  |  |  |  |  |  |  |  |
| Малевич Анастасий-Николай-Язон Мартинович | Малевич Анастасий-Николай-Язон Мартинович | Малевич Анастасий-Николай-Язон Мартинович | Малевич Анастасий-Николай-Язон Мартинович | Малевич Анастасий-Николай-Язон Мартинович | Малевич Анастасий-Николай-Язон Мартинович |                          |                          |                            |                            |                            |                            |                            |                            |                       |                       | Малевич Станислав-Александр Иванович | Малевич Станислав-Александр Иванович | Малевич Станислав-Александр Иванович | Малевич Станислав-Александр Иванович | Малевич Станислав-Александр Иванович | Малевич Станислав-Александр Иванович |                |                |                                                  |                                                  |                                                  |                                                  |                                                  |                                                  |                       |                       | Малевич Титус Антонович (род. 1834)   | Малевич Титус Антонович (род. 1834)   | Малевич Титус Антонович (род. 1834)   | Малевич Титус Антонович (род. 1834)   | Малевич Титус Антонович (род. 1834)   | Малевич Титус Антонович (род. 1834)   |                                |                                | Малевич Люциан Антонович (род. 1836)     | Малевич Люциан Антонович (род. 1836)     | Малевич Люциан Антонович (род. 1836)     | Малевич Люциан Антонович (род. 1836)     | Малевич Люциан Антонович (род. 1836)     | Малевич Люциан Антонович (род. 1836)     |                            |                            | Малевич Поликарп Антонович (род. 1840) | Малевич Поликарп Антонович (род. 1840) | Малевич Поликарп Антонович (род. 1840) | Малевич Поликарп Антонович (род. 1840) | Малевич Поликарп Антонович (род. 1840) | Малевич Поликарп Антонович (род. 1840) |  |  | Малевич Северин Антонович (1844—1902) | Малевич Северин Антонович (1844—1902) | Малевич Северин Антонович (1844—1902) | Малевич Северин Антонович (1844—1902) | Малевич Северин Антонович (1844—1902) | Малевич Северин Антонович (1844—1902) |  |  | Малевич Болеслав Антонович (род. 1846)     | Малевич Болеслав Антонович (род. 1846)     | Малевич Болеслав Антонович (род. 1846)     | Малевич Болеслав Антонович (род. 1846)     | Малевич Болеслав Антонович (род. 1846)     | Малевич Болеслав Антонович (род. 1846)     |  |  |  |  |  |  |  |  |  |  |  |  |  |  |  |  |  |  |  |  |  |  |  |  |  |  |  |  |  |  |  |  |  |  |  |  |  |  |  |  |  |  |  |  |  |  |  |  |  |  |
|                                           |                                           |                                           |                                           |                                           |                                           |                          |                          |                            |                            |                            |                            |                            |                            |                       |                       |                                      |                                      |                                      |                                      |                                      |                                      |                |                |                                                  |                                                  |                                                  |                                                  |                                                  |                                                  |                       |                       |                                       |                                       |                                       |                                       |                                       |                                       |                                |                                |                                          |                                          |                                          |                                          |                                          |                                          |                            |                            |                                        |                                        |                                        |                                        |                                        |                                        |  |  |                                       |                                       |                                       |                                       |                                       |                                       |  |  |                                            |                                            |                                            |                                            |                                            |                                            |  |  |  |  |  |  |  |  |  |  |  |  |  |  |  |  |  |  |  |  |  |  |  |  |  |  |  |  |  |  |  |  |  |  |  |  |  |  |  |  |  |  |  |  |  |  |  |  |  |  |
| Малевич Ромуальд Язонович                 | Малевич Ромуальд Язонович                 | Малевич Ромуальд Язонович                 | Малевич Ромуальд Язонович                 | Малевич Ромуальд Язонович                 | Малевич Ромуальд Язонович                 |                          |                          | Малевич Людвиг Язонович    | Малевич Людвиг Язонович    | Малевич Людвиг Язонович    | Малевич Людвиг Язонович    | Малевич Людвиг Язонович    | Малевич Людвиг Язонович    |                       |                       |                                      |                                      |                                      |                                      |                                      |                                      |                |                | Малевич Казимир Северинович (1879—1935)          | Малевич Казимир Северинович (1879—1935)          | Малевич Казимир Северинович (1879—1935)          | Малевич Казимир Северинович (1879—1935)          | Малевич Казимир Северинович (1879—1935)          | Малевич Казимир Северинович (1879—1935)          |                       |                       | Малевич Антон Северинович             | Малевич Антон Северинович             | Малевич Антон Северинович             | Малевич Антон Северинович             | Малевич Антон Северинович             | Малевич Антон Северинович             |                                |                                | Малевич Болеслав Северинович (род. 1888) | Малевич Болеслав Северинович (род. 1888) | Малевич Болеслав Северинович (род. 1888) | Малевич Болеслав Северинович (род. 1888) | Малевич Болеслав Северинович (род. 1888) | Малевич Болеслав Северинович (род. 1888) |                            |                            | Малевич Бронислав Северинович          | Малевич Бронислав Северинович          | Малевич Бронислав Северинович          | Малевич Бронислав Северинович          | Малевич Бронислав Северинович          | Малевич Бронислав Северинович          |  |  | Малевич Мечислав Северинович          | Малевич Мечислав Северинович          | Малевич Мечислав Северинович          | Малевич Мечислав Северинович          | Малевич Мечислав Северинович          | Малевич Мечислав Северинович          |  |  | Малевич Станислав Болеславович (1892—1937) | Малевич Станислав Болеславович (1892—1937) | Малевич Станислав Болеславович (1892—1937) | Малевич Станислав Болеславович (1892—1937) | Малевич Станислав Болеславович (1892—1937) | Малевич Станислав Болеславович (1892—1937) |  |  |  |  |  |  |  |  |  |  |  |  |  |  |  |  |  |  |  |  |  |  |  |  |  |  |  |  |  |  |  |  |  |  |  |  |  |  |  |  |  |  |  |  |  |  |  |  |  |  |
| Малевич Ромуальд Язонович                 | Малевич Ромуальд Язонович                 | Малевич Ромуальд Язонович                 | Малевич Ромуальд Язонович                 | Малевич Ромуальд Язонович                 | Малевич Ромуальд Язонович                 |                          |                          | Малевич Людвиг Язонович    | Малевич Людвиг Язонович    | Малевич Людвиг Язонович    | Малевич Людвиг Язонович    | Малевич Людвиг Язонович    | Малевич Людвиг Язонович    |                       |                       |                                      |                                      |                                      |                                      |                                      |                                      |                |                | Малевич Казимир Северинович (1879—1935)          | Малевич Казимир Северинович (1879—1935)          | Малевич Казимир Северинович (1879—1935)          | Малевич Казимир Северинович (1879—1935)          | Малевич Казимир Северинович (1879—1935)          | Малевич Казимир Северинович (1879—1935)          |                       |                       | Малевич Антон Северинович             | Малевич Антон Северинович             | Малевич Антон Северинович             | Малевич Антон Северинович             | Малевич Антон Северинович             | Малевич Антон Северинович             |                                |                                | Малевич Болеслав Северинович (род. 1888) | Малевич Болеслав Северинович (род. 1888) | Малевич Болеслав Северинович (род. 1888) | Малевич Болеслав Северинович (род. 1888) | Малевич Болеслав Северинович (род. 1888) | Малевич Болеслав Северинович (род. 1888) |                            |                            | Малевич Бронислав Северинович          | Малевич Бронислав Северинович          | Малевич Бронислав Северинович          | Малевич Бронислав Северинович          | Малевич Бронислав Северинович          | Малевич Бронислав Северинович          |  |  | Малевич Мечислав Северинович          | Малевич Мечислав Северинович          | Малевич Мечислав Северинович          | Малевич Мечислав Северинович          | Малевич Мечислав Северинович          | Малевич Мечислав Северинович          |  |  | Малевич Станислав Болеславович (1892—1937) | Малевич Станислав Болеславович (1892—1937) | Малевич Станислав Болеславович (1892—1937) | Малевич Станислав Болеславович (1892—1937) | Малевич Станислав Болеславович (1892—1937) | Малевич Станислав Болеславович (1892—1937) |  |  |  |  |  |  |  |  |  |  |  |  |  |  |  |  |  |  |  |  |  |  |  |  |  |  |  |  |  |  |  |  |  |  |  |  |  |  |  |  |  |  |  |  |  |  |  |  |  |  |
|                                           |                                           |                                           |                                           |                                           |                                           |                          |                          |                            |                            |                            |                            |                            |                            |                       |                       |                                      |                                      |                                      |                                      |                                      |                                      |                |                |                                                  |                                                  |                                                  |                                                  |                                                  |                                                  |                       |                       |                                       |                                       |                                       |                                       |                                       |                                       |                                |                                |                                          |                                          |                                          |                                          |                                          |                                          |                            |                            |                                        |                                        |                                        |                                        |                                        |                                        |  |  |                                       |                                       |                                       |                                       |                                       |                                       |  |  |                                            |                                            |                                            |                                            |                                            |                                            |  |  |  |  |  |  |  |  |  |  |  |  |  |  |  |  |  |  |  |  |  |  |  |  |  |  |  |  |  |  |  |  |  |  |  |  |  |  |  |  |  |  |  |  |  |  |  |  |  |  |
| Малевич Александр Ромуальдович            | Малевич Александр Ромуальдович            | Малевич Александр Ромуальдович            | Малевич Александр Ромуальдович            | Малевич Александр Ромуальдович            | Малевич Александр Ромуальдович            |                          |                          | Малевич Мария Ромуальдовна | Малевич Мария Ромуальдовна | Малевич Мария Ромуальдовна | Малевич Мария Ромуальдовна | Малевич Мария Ромуальдовна | Малевич Мария Ромуальдовна |                       |                       | Малевич Пётр Ромуальдович            | Малевич Пётр Ромуальдович            | Малевич Пётр Ромуальдович            | Малевич Пётр Ромуальдович            | Малевич Пётр Ромуальдович            | Малевич Пётр Ромуальдович            |                |                | Малевич Георгий-Анатолий Казимирович (1902—1915) | Малевич Георгий-Анатолий Казимирович (1902—1915) | Малевич Георгий-Анатолий Казимирович (1902—1915) | Малевич Георгий-Анатолий Казимирович (1902—1915) | Малевич Георгий-Анатолий Казимирович (1902—1915) | Малевич Георгий-Анатолий Казимирович (1902—1915) |                       |                       | Быкова Галина Казимировна (1905—1973) | Быкова Галина Казимировна (1905—1973) | Быкова Галина Казимировна (1905—1973) | Быкова Галина Казимировна (1905—1973) | Быкова Галина Казимировна (1905—1973) | Быкова Галина Казимировна (1905—1973) |                                |                                | Уриман Уна Казимировна (1920—1989)       | Уриман Уна Казимировна (1920—1989)       | Уриман Уна Казимировна (1920—1989)       | Уриман Уна Казимировна (1920—1989)       | Уриман Уна Казимировна (1920—1989)       | Уриман Уна Казимировна (1920—1989)       |                            |                            |                                        |                                        |                                        |                                        |                                        |                                        |  |  |                                       |                                       |                                       |                                       |                                       |                                       |  |  | Малевич Виктор Станиславович               | Малевич Виктор Станиславович               | Малевич Виктор Станиславович               | Малевич Виктор Станиславович               | Малевич Виктор Станиславович               | Малевич Виктор Станиславович               |  |  |  |  |  |  |  |  |  |  |  |  |  |  |  |  |  |  |  |  |  |  |  |  |  |  |  |  |  |  |  |  |  |  |  |  |  |  |  |  |  |  |  |  |  |  |  |  |  |  |

## Техника живописи
По замечанию рентгенолога и искусствоведа Мильды Виктуриной, одной из особенностей техники живописи Казимира Малевича было наложение красок одна на другую для получения особого рода цветовых пятен. Так, для получения красного пятна Малевич использовал два красочных слоя — нижний чёрный и верхний красный. Световой луч, проходящий через эти красочные слои, воспринимается зрителем уже не собственно красным, а с оттенком темноты. Этот приём наложения двух красок позволял экспертам выявлять подделки работ Малевича, на которых он, как правило, отсутствует.

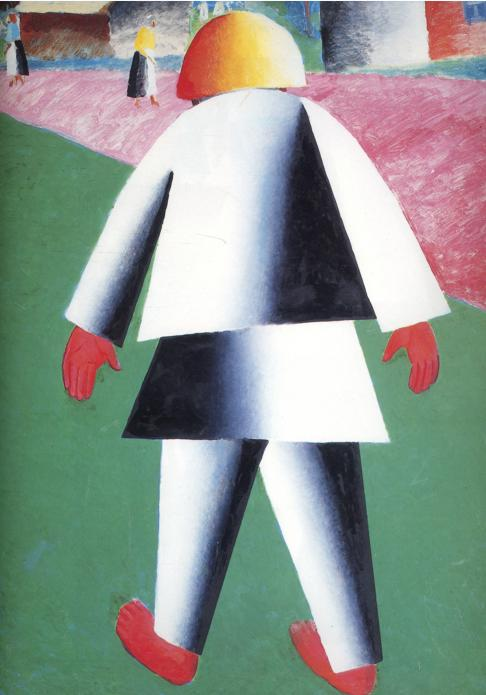
Юноша, 1928–1932, Государственный Русский музей, Санкт-Петербург
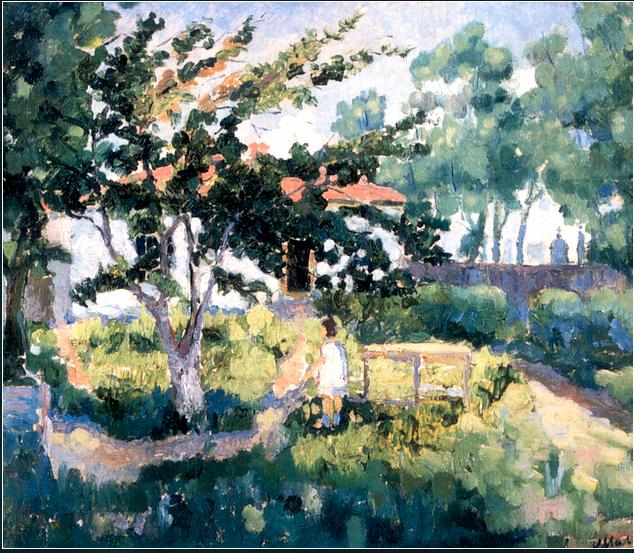
Летний пейзаж, 1929, Государственный Русский музей, Санкт-Петербург
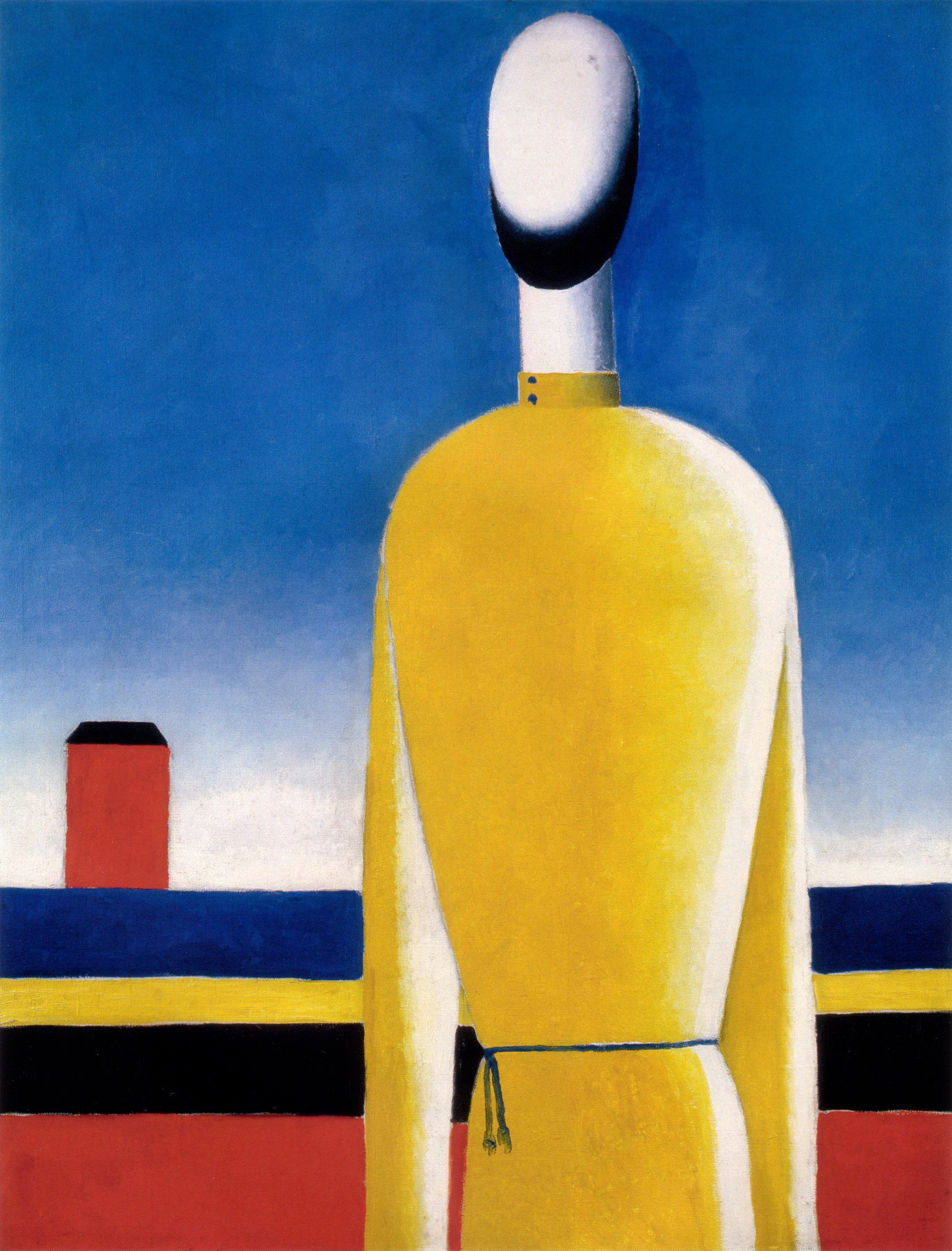
Сложное предчувствие (Торс в жёлтой рубашке), около 1930, Государственный Русский музей, Санкт-Петербург
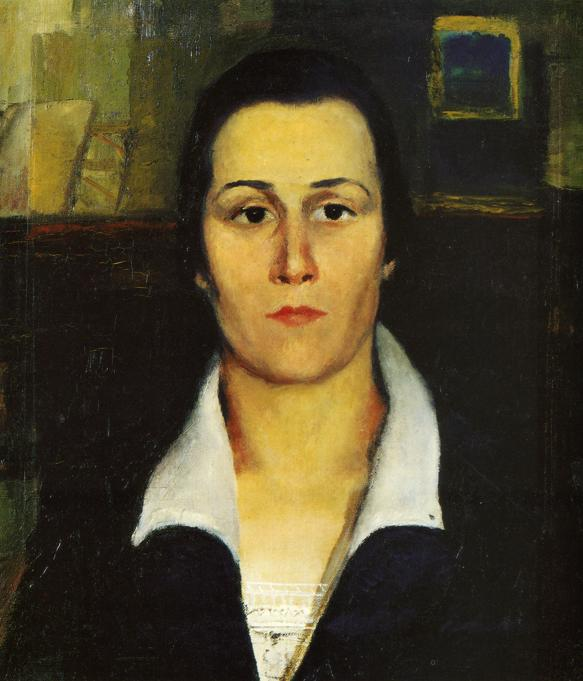
Портрет женщины, 1930, Государственный Русский музей, Санкт-Петербург
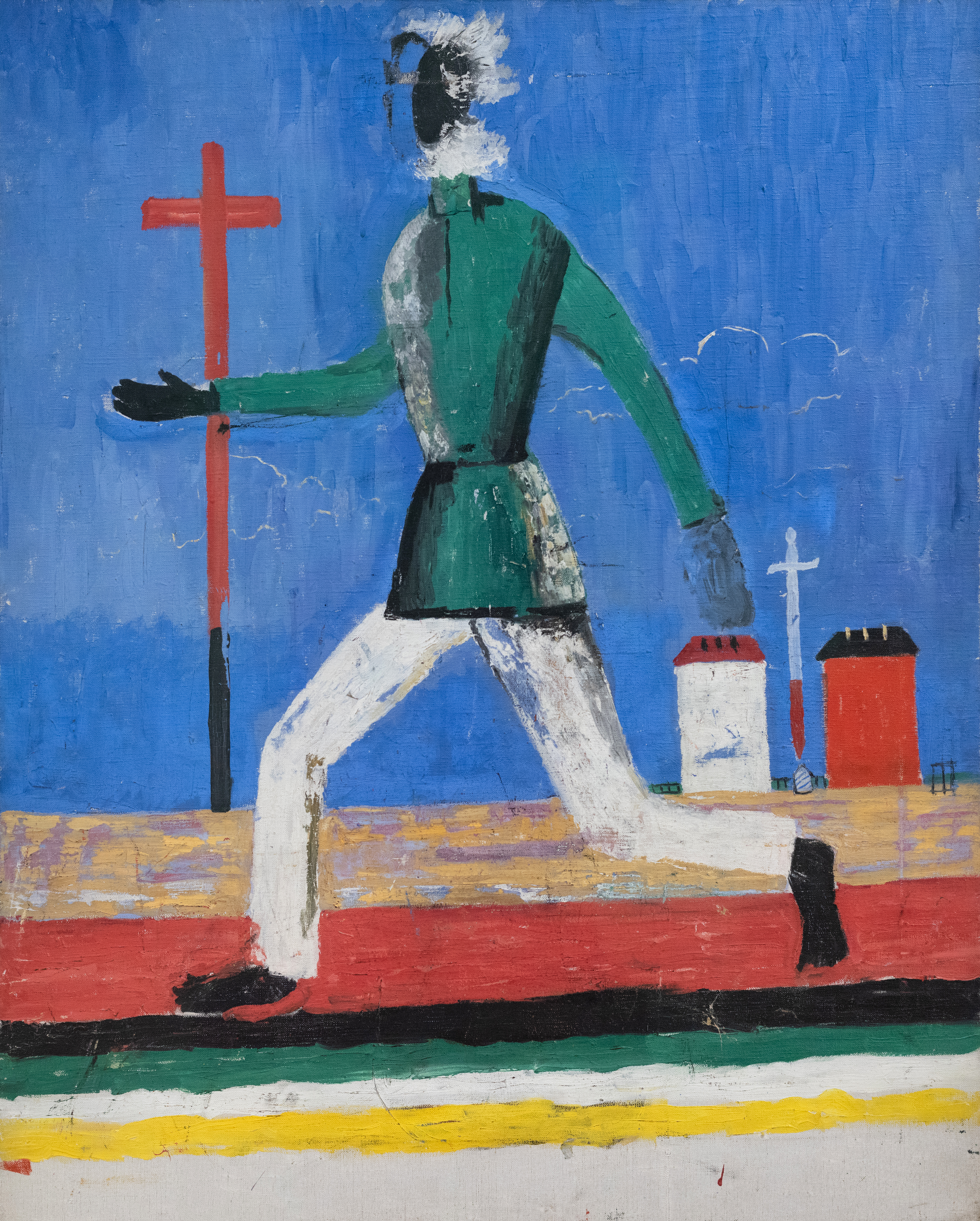
Бегущий человек, 1930

## Память

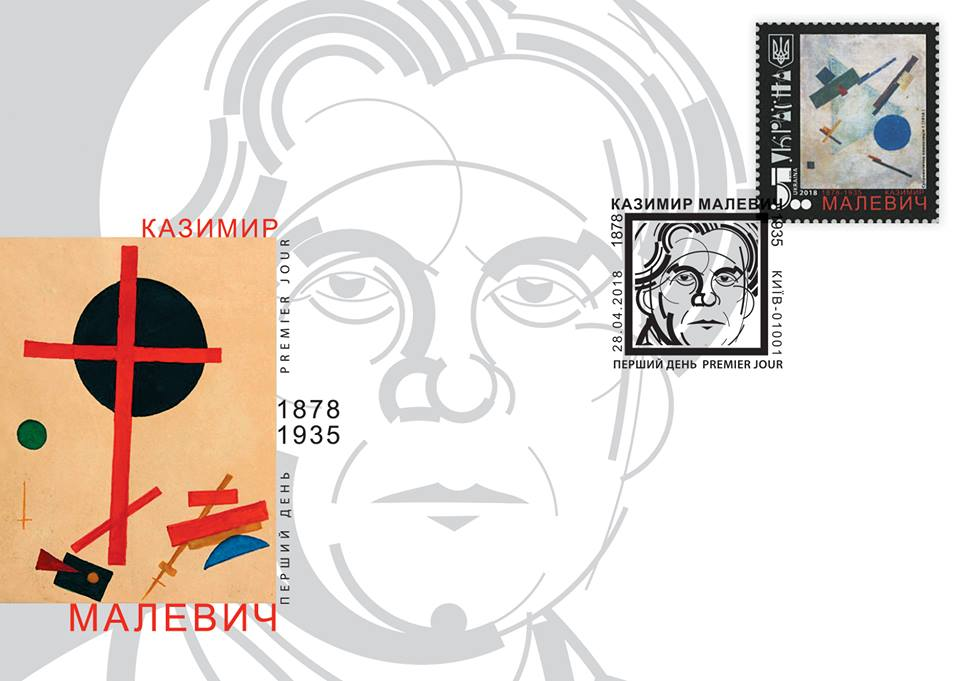
Конверт первого дня Украины, посвящённый Казимиру Малевичу (2018)

Малевич родился в польской семье, в Киеве, и написал свой «Черный квадрат» в Москве. Это позволяет Польше, Украине и России включать Малевича в свое культурное наследие.
- В Санкт-Петербурге, на стене дома Мятлевых, на Исаакиевской площади, д. 9, где находился возглавляемый К. С. Малевичем ГИНХУК и где он жил в период с 1926 г. до самой смерти в 1935 г., в 2002 году установили памятную доску[91].
- В США создано Общество Малевича (The Malevich Society), которое поддерживает многие, в том числе российские, исследовательские проекты[92]. Например, при содействии общества в 2009 году в России вышло исследование раннего супрематизма — книга Александры Шатских «Казимир Малевич и общество Супремус»[93].
- В честь Малевича выпущен почтовый блок Белоруссии 2003 года.
- В 2007 году «Аэрофлот» ввёл в эксплуатацию Airbus A319 с бортовым номером VP-BFH, носящий имя художника[94]
- В 2012 году в столице Украины, Киеве, улица (бывшая Бульонская), на которой стоял дом, в котором, предположительно, родился К. Малевич (согласно исследованиям профессора-искусствоведа Дмитрия Горбачёва и президента Ассоциации европейских журналистов историка искусства Артура Рудзицкого), названа в его честь[95].
- 28 апреля 2018 года Укрпочта выпустила почтовую марку Украины «Супрематическая композиция 1 (1916). Казимир Малевич. 1878—1935», посвящённой Малевичу с номиналом 5,00 гривен и тиражом 130 000 экземпляров[96]. На купоне изображение Казимира Малевича. Дизайн марки, купона и штепмеля — Владимир Таран. На конверте — работа «Супрематизм 65», написанная в 1915 г., хранится в Пархомовском историко-художественном музее им. Афанасия Лунёва. На главпочтамте Киева в этот день было выполнено спецгашение.
- 2 октября 2020 года вышла в свет лимитированная коллекция «UNOVIS» от Минского часового завода с циферблатами и стрелками в стиле супрематизма.
- В Одинцовском районе Московской области с 2020 функционирует Парк Малевича.

## Знаменитые картины
- Чёрный квадрат
- Белое на белом
- Чёрный круг
- Красный квадрат
- Скачет красная конница
- Супрематическая композиция — продана 16 мая 2018 года на аукционе Christie’s в Нью-Йорке за $85 812 500[97]

## Выставки

### Персональные выставки
- 1919 — «Казимир Малевич. Его путь от импрессионизма к супрематизму», Москва
- 1923 — Персональная выставка, посвящённая 25-летию творческой деятельности, Москва
- 1927 — Персональная выставка в Варшаве
- 1929 — «Выставка произведений живописи и графики К. С. Малевича», Москва, Государственная Третьяковская галерея
- 1930 — Персональная выставка в Киеве
- 1973 — «Казимир Малевич», Нью-Йорк, Музей Соломона Гуггенхайма (около 50 картин из коллекции Стеделийк-музея в Амстердаме, Музея современного искусства MoMA в Нью-Йорке и частных собраний)
- 1988 — «Казимир Малевич. 1878—1935», Ленинград, Русский музей, 10 ноября — 18 декабря
- 1988—1989 — «Казимир Малевич. 1878—1935», Москва, Третьяковская галерея, 29 декабря 1988 года — 10 февраля 1989 года
- 1989 — «Казимир Малевич. 1878—1935», Амстердам, Stedelijk Museum Amsterdam, 5 марта — 29 мая.
- 2000—2001 — «Казимир Малевич в Русском Музее», Санкт-Петербург, Государственный Русский музей, 30 ноября 2000 года — 11 марта 2001 года
- 2003—2004 — «Казимир Малевич: Супрематизм» (Германия)
- 2013 — «Казимир Малевич. До и после квадрата», Санкт-Петербург, Государственный Русский музей, 5 декабря 2013 года — 28 февраля 2014 года
- 2014 — «Казимир Малевич», Амстердам, Бонн, Лондон (Тейт Модерн, 28 августа — 26 октября) (около 400 работ от 44 владельцев)[98]
- 2017 — «Казимир Малевич. Не только „Чёрный квадрат“», Москва, АО «ВДНХ» совместно с РОСИЗО, Рабочий и колхозница (24 ноября 2017 — 28 февраля 2018).[значимость факта?]
- 2018—2019 — «Казимир Малевич. К 140-летию со дня рождения», Малага, Филиал Русского музея, 15 сентября 2018 года — 3 февраля 2019 года.[значимость факта?]

### Коллективные выставки
- 1907 — XIV выставка Московского товарищества художников
- 1910 — «Бубновый валет»
- 1911 — первая выставка общества «Московский салон»
- 1911 — выставка петербургского «Союза молодёжи»
- 1915 — «Трамвай В», Москва, 23 марта —.
- 1915 — «Последняя футуристическая выставка „0,10“».
- 2000—2001 — «Революция в живописи. Кандинский, Малевич и русский авангард» (США — 4 города)
- 2000—2001 — «В круге Малевича. Соратники. Ученики. Последователи в России 1920—1950-х», Санкт-Петербург, Государственный Русский музей, 30 ноября 2000 года — 26 марта 2001 года
- 2013—2014 — «Казимир Малевич и русский авангард» (Амстердам — Бонн — Лондон; куратор Зельфира Трегулова)

### Сочинения Казимира Малевича
- Малевич К. От кубизма и футуризма к супрематизму. Новый живописный реализм. — Петроград, 1915.
- Малевич К. От кубизма и футуризма к супрематизму. Новый живописный реализм. Изд. второе. — Петроград, 1916.
- Малевич К. От кубизма и футуризма к супрематизму. Новый живописный реализм. Издание третье. — Москва: Тип. «Общественная польза», 1916. — 16 с., 2 ил.
- Малевич К. С. О новых направлениях в искусстве. Статика и скорость. — Витебск: Работа и изд. Артели худ. труда при Витсвомасе, 1919. — Издание № 9. — 32 с., 3 л. ил.
- Малевич К. Супрематизм. 34 рисунка. — Витебск: Уновис, 1920. — 17 с., ил. — 100 экз.
- [Малевич К. С.] [Брошюра] Художника Казимира Малевича. От Сезанна до Супрематизма. Критический очерк / Издание Отдела Изобразительных Искусств Наркомпроса. — (Место издания?), 17-я Государственная типография, 1920. — 16 с.
- Малевич К. Бог не скинут. Искусство, церковь, фабрика. Издание УНОВИС. — Витебск: Показательная Типография Проф.-тех. школы, 1922.
- Малевич К. В. Хлебников // Творчество. — 1991. — № 7. — С. 4—5.
- Малевич К. По лестнице познания: Из неопубликованных стихотворений / Вступ. сл. Г. Айги. — М.: Гилея, 1991. — 1000 экз.
- Малевич К. Лень как действительная истина человечества. С прилож. ст. Ф. Ф. Ингольда «Реабилитация праздности» / Предисл. и примеч. А. С. Шатских. — М.: Гилея, 1994. — Серия «Библиотека Сергея Кудрявцева». — 25 именных + 125 нумерованных экз.
- Малевич К. Собрание сочинений в 5 томах. Том 1: Статьи, манифесты, теоретические сочинения и др. работы. 1913—1929 / Общ. ред., вступ. ст., сост., подг. текстов и комм. А. С. Шатских; раздел «Статьи в газете „Анархия“ (1918)» — публ., сост., подг. текста А. Д. Сарабьянова. — М.: Гилея, 1995. — 2750 экз.
- Малевич К. Собрание сочинений в 5 томах. Том 2: Статьи и теоретические сочинения, опубликованные в Германии, Польше и на Украине. 1924—1930 / Сост., предисл., ред. переводов, комм. Л.Демосфеновой; науч. ред. А. С. Шатских. — М.: Гилея, 1998. — 1500 экз., доп. тираж 500 экз.
- Малевич К. Собрание сочинений в 5 томах. Том 3: Супрематизм. Мир как беспредметность, или Вечный покой. С прилож. писем К. Малевича к М. О. Гершензону. 1918—1924 / Сост., публ., вступ. ст., подг. текста, комм. и примеч. А. С. Шатских. — М.: Гилея, 2000. — 1500 экз.
- Малевич К. Собрание сочинений в 5 томах. Том 4: Трактаты и лекции первой половины 1920-х годов. С приложением переписки К. С. Малевича и Эля Лисицкого / Сост., публ., вступ. ст., подг. текста, комм. и примеч. А. С. Шатских. — М.: Гилея, 2003. — 1500 экз.
- Малевич К. Собрание сочинений в пяти томах. Том 5: Произведения разных лет: Статьи. Трактаты. Манифесты и декларации. Проекты лекций, Записки и заметки. Поэзия. — М.: Гилея, 2004. — 1500 экз.
- Малевич К. Чёрный квадрат. — СПб.: Азбука, Азбука-Аттикус, 2012. — 288 с. — Серия «Азбука-классика». — 3000 экз. — ISBN 978-5-389-02945-3.
- Малевич К. Черный квадрат. О себе. — М.: Эксмо, 2015. — 448 с. — 3000 экз. — ISBN 978-5-699-77060-1 (BP).
- Казимир Малевич: Беспредметность [предисл. А. В. Кацнельсон] // Формальный метод : Антология русского модернизма / сост. С. Ушакин. — Москва ; Екатеринбург: Кабинетный ученый, 2016. — Т. 1. — С. 705—842. — 956 с. — ISBN 978-5-7525-2995-5.